# اللغة التركية
اللُّغَةُ التُّرْكِيَّةُ (بالتركية: Türkçe (استمع)) هي أكثر لغات الترك انتشارًا وأكثرها تحدثًا، إذ أنها تعدّ اللغة الأم لقرابة 83 مليون نسمة. يُشار إليها أحيانًا باسم التركية الأناضولية أو التركية الإسطنبولية. تنتشر هذه اللغة في تركيا وقبرص الشمالية بشكل رئيسي، وتُعد لغة أقلية في كل من العراق، واليونان، وجمهورية مقدونيا، وكوسوفو، وألبانيا، وفي بضعة دول وأقاليم أخرى في أوروبا الشرقية. تُشكل التركية أيضًا اللغة الأم، أو اللغة الثانية لملايين الأشخاص ذوي الجذور التركية من سكان أوروبا الغربية، وبالأخص ألمانيا.
ترجع جذور اللغة التركية إلى آسيا الوسطى، حيث عُثر على نقوش ومخطوطات كُتبت بهذه اللغة وقُدّر عمرها بحوالي 1,300 سنة. انتشرت اللغة التركية وتوسع نطاقها غربًا وارتفع عدد متحدثيها مع اتساع رقعة الدولة العثمانية، خاصة مع استيطان عدد من التُرك بلاد الروملي حديثة الفتح، واعتماد الحكومة العثمانية لغتها الأم اللغة الرسمية في جميع الإدارات بمختلف الولايات. عام 1928 أقدم مصطفى كمال أتاتورك، أوّل رئيس للجمهورية التركية، على إجراء عدّة تغييرات على المستوى الإداري والثقافي للبلاد، كان منها استبدال الأبجدية التركية العثمانية عربية الحرف، بالأبجدية اللاتينية. وفي وقت لاحق أُنشئت جمعية اللغة التركية (بالتركية: Türk Dil Kurumu؛ اختصارًا: TDK) بهدف توحيد اللغة وإعادة تنظيمها بحيث تتناسب مع الأبجدية الجديدة.

## التصنيف

عدد المتحدثين الأصليين في عائلة اللغة التركية

تنتمي اللغة التركية إلى مجموعة لغات الغزّ، وهي إحدى المجموعات الفرعية التركية والتي تتضمن اللغة الأذرية والتركمانية والقشقائية والغاغاوزية والبلقانية الغاغاوزية. ويُلاحظ جليًا أن جميع هذه اللغات ذات ألفاظ وكلمات وتعابير مشتركة.
تُشكل اللغات الغزيّة مجموعة فرعية من اللغات التركية الجنوبية الغربية، وتنتمي إليها اليوم 30 لغة حية متحدث بها في أوروبا الشرقية وآسيا الوسطى وسيبيريا. اللغويون يصنفون اللغة التركية ضمن عائلة اللغات الألطية. حوالي 40% من الناطقين باللغات التركية ينطقون اللغة التركية لتركيا. من خصائص اللغة التركية الانسجام في الصوت، وإدماج الكلمات مع بعضها والمساواة بين الجنسين النحويين، كما هي الحال مع جميع اللغات التركية واللغات الألطية.

## التاريخ

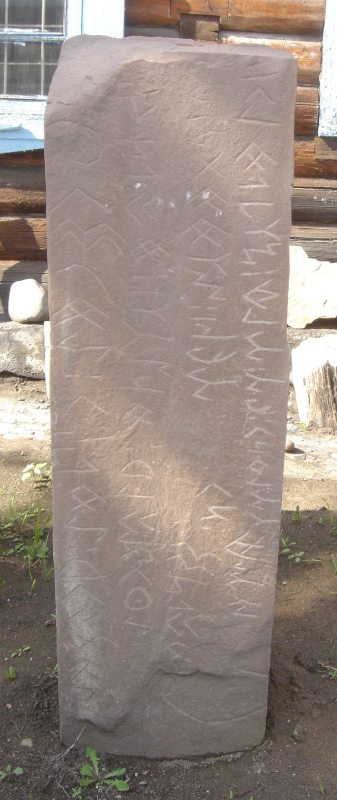
نقش تركي قديم بالأبجدية الأورخونية في كيزيل، روسيا.

توجد العديد من النظريات حول اللغة التركية وتقسيماتها ولهجاتها. وقد بنيت تلك الآراء والنظريات على أساس جغرافي وقبلي والبعض الآخر على أساس بناء اللغة نفسها. واللغة التركية الأم تسمى أيضاً لغة أويغور أو كَوك ترك، وقد انقسمت إلى لغتين أو لهجتين على أساس جغرافي.
1. اللغة التركية الشرقية: وقد انقسمت إلى لهجتين في القرن التاسع الهجري، لهجة القبجاق واللهجة الجغتائية. وقد استخدم المماليك في مصر لهجة القبجاق، أما لهجة الجغتائية فهي المنسوبة إلى جغتاي بن جنكيز خان، وقد حل محلها اللهجة الأوزبكية في تركستان الشرقية.
2. اللغة التركية الغربية: وهي لغة الأوغوز، وقد انقسمت إلى ثلاثة أقسام.

- اللهجة الأذرية: وهي المستخدمة في شمال إيران، وجمهورية آذربيجان، وبعض المناطق في بحر قزوين.
- اللهجة التركمانية: وهي لغة جمهورية تركمانستان شرق بحر قزوين.
- اللهجة الأناضولية: وهي اللغة التركية المستخدمة في تركيا، وكانت مستخدمة أيضًا في أيام الدولة العثمانية.[22]

ولطالما كان تاريخ اللغة التركية محاطاً بكثير من الغموض حتى عُثر على حجر أورخون عليه نقوش على حافة نهر أورخون في روسيا في القرن الثامن عشر الميلادي. ويُعتقد بأنها نُصبت على شرف الأمير «كول تكين» وشقيقه الإمبراطور «بيلكه خاقان»، أي أنها تعود للفترة الممتدة ما بين عاميّ 732 و735م. قام العلماء الروس بالتنقيب عن آثار مشابهة لهذين النصبين في المنطقة المحيطة بموقع الاكتشاف في نهر الأورخون، طيلة الفترة الممتدة بين عاميّ 1889 و1893، فعثروا على عدد من الألواح الأخرى ذات النقوش المشابهة، وبعد دراستها وتحليل رموزها، تبيّن أن اللغة المنقوشة ليست سوى اللغة التركية القديمة، وقد اصطُلح على تسمية هذه الأبجدية «بالأبجدية التركية الرونية» أو «التركية رونية الشكل»، بسبب تقاربها وشبهها بالأبجدية الرونية الجرمانية. وقد عُثر على هذا الحجر وأجزائه الأخرى على فترات متعددة، بدأت منذ عام 1709-1721 م، وقد اكتشفت على يد الضابط السويدي مسرشميت، وقد استطاع العالم الدانمركي وليم طومسن أن يفك رموز بعض تلك النقوش في عام 1893 م مستعيناً بمعرفته للغة الصينية.
أخذ التُرك ينتشرون عبر قلب آسيا خلال العصور الوسطى، وامتد نطاق هجرة القبائل التركية حتى بلغ بلاد فارس وبعض أنحاء العراق والشام، فكان أن امتد موطن التُرك ليشمل منطقة جغرافية واسعة تمتد من سيبيريا وصولاً إلى أوروبا وشرق البحر المتوسط. واستمر موطن التُرك بالاتساع عندما تمكن السلاجقة، وهم من قبائل الغزّ، أن يفتحوا معظم أراضي الأناضول البيزنطي خلال القرن الحادي عشر، وقد قام هؤلاء باستقدام لغتهم، وهي اللغة الأصل التي تتحدر منها التركية المعاصرة، إلى تلك البلاد حديثة الفتح. وخلال تلك الفترة أيضًا، قام أحد اللغويين التُرك من خانيّة القره خانة، وهو محمود الكاشغري، بنشر أول قاموس تركي شامل، ووضع خارطة توضح انتشار المتحدثين باللغة التركية في مؤلفه الذي حمل عنوان «ديوان لغات التُرك». وقد تزامن مع هذا الكتاب وجود كتاب آخر يرجع إلى حوالي عام 462 هـ-1070 م، وهو من تأليف يوسف خاص حاجب، وقد وجد في آسيا الوسطى، وهو يعدّ أقدم نص تركي مكتوب كتابة متكاملة حتى الآن، وهو كتاب في النصيحة والأخلاق، وهو مكتوب باللهجة الخاقانية، التي تطورت فيما بعد إلى الجغتائية والأوزبكية.

### التركية العثمانية

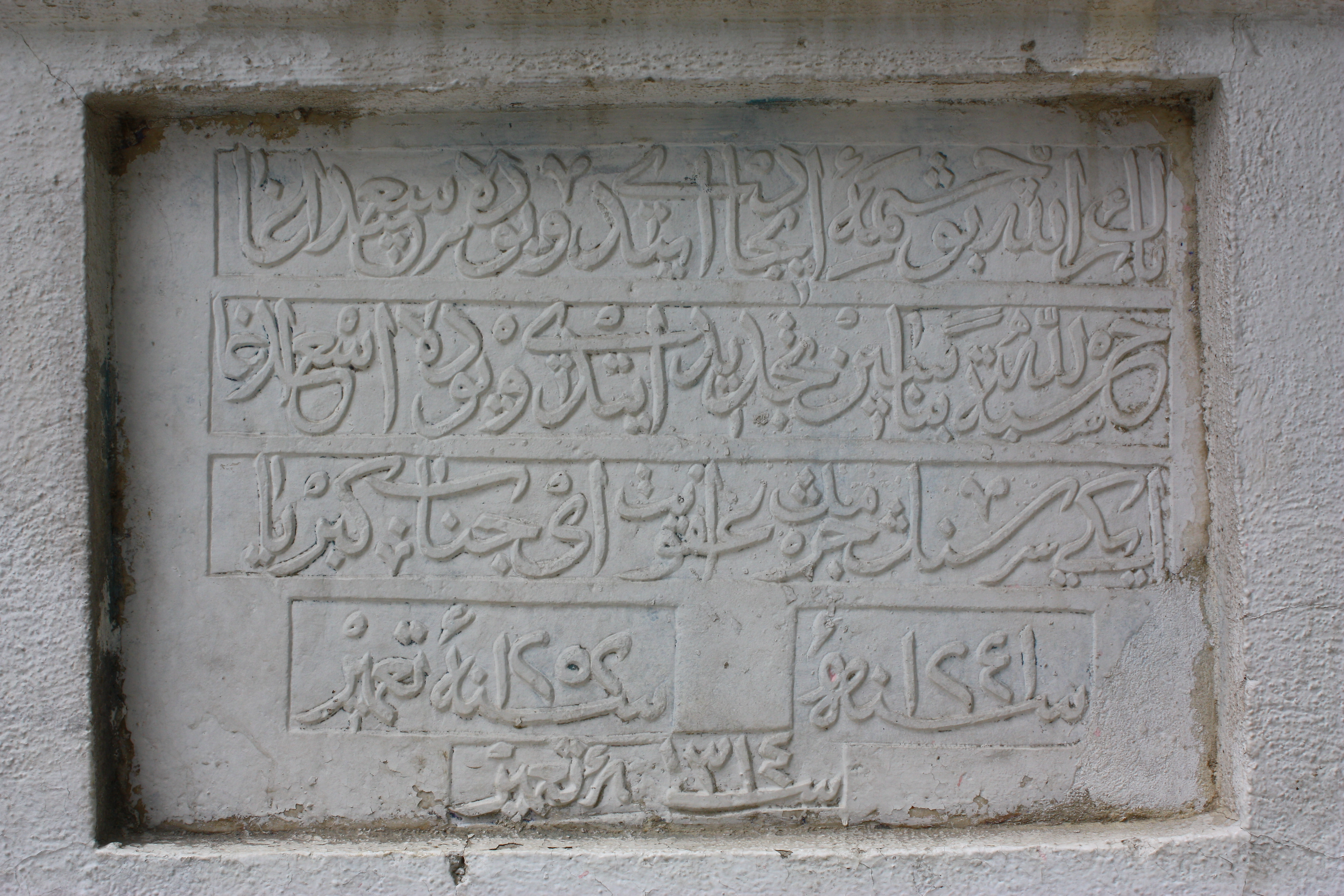
نقش بالتركية العثمانية من مقدونيا.

اعتنقت قبائل التُرك الإسلام قرابة سنة 950م، وكان في مقدمة معتنقي الدين الجديد أهل خانية القرة خانة والسلاجقة، أي الشعبان اللذان يُعدا أسلاف العثمانيين. وكان من الطبيعي أن تتأثر اللغة التركية باللغتين العربية والفارسية تأثرًا كبيرًا، بفعل احتكاك التُرك بالمسلمين في بلاد فارس والعراق والشام، واقتباسهم الكثير من ثقافتهم وفي مقدمتها عدد من المصطلحات اللغوية، وبهذا أخذت اللغة التركية تتخذ شكلاً جديدًا بعد أن تطعمت بكلمات عديدة لم تعهدها سابقًا. استمرت اللغة التركية طيلة العهد العثماني شديدة التأثر باللغتين العربية والفارسية، وكان الأدب التركي، وبالأخص الشعر الديواني العثماني، متأثّرًا بالفارسية تأثرًا كبيرًا، فقد اعتمد الشعراء التُرك أوزان وقوافي الشعر الفارسي، واقتبسوا منه أعدادًا هائلة من المصطلحات. استحالت اللغة التركية اللغة الرسمية والأدبية للدولة العثمانية طيلة عهدها الذي استمر ما يقرب من 600 سنة (منذ قرابة عام 1299 حتى عام 1922)، وخلال هذه الفترة كانت تلك اللغة مزيجًا تركيًّا وعربيًّا وفارسيًّا، وقد اصطُلح على تسميتها بالتركية العثمانية، وكان يتحدثها أبناء المدن والطبقات المتعلمة والمرموقة، أما أبناء الطبقات الفقيرة والريف، فلم يتحدثوها، بل كان قسم عظيم من مصطلحاتها غير مألوف لهم، فكانوا يتحدثون بشكل آخر من أشكال التركية عُرف باسم «التركية الغليظة» (بالتركية: kaba Türkçe)، وكان هذا الشكل أكثر نقاوة من التركية العثمانية، وهو يُشكل اليوم أساس التركية المعاصرة.

### قيام الجمهورية التركية وولادة التركية المعاصرة

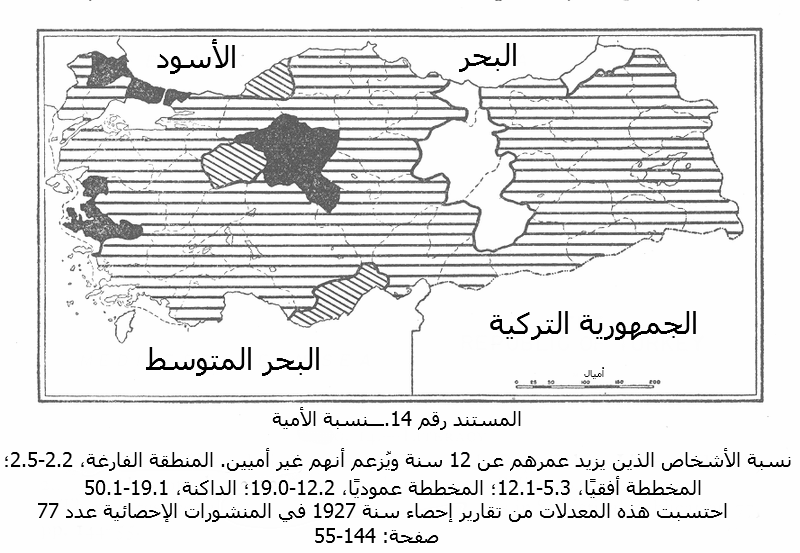
معدلات الأميّة في تركيا قبل الإصلاح اللغوي (1927). ارتفعت نسبة الإلمام بالقراءة والكتابة إلى 48.4% عند الذكور، و 20.7% عند الإناث بحلول سنة 1950.

بعد قيام الجمهورية التركية سنة 1923، أعلن الرئيس مصطفى كمال أتاتورك إنشاء جمعية اللغة التركية عام 1932، بهدف القيام بأبحاث حول هذه اللغة، وإصلاحها وإعادة تشكليها عبر استبدال ما أمكن من الكلمات ذات الأصل العربي والفارسي بما يُقابلها من التركية، كإحدى الخطوات الإصلاحية الكبرى التي أطلقها أتاتورك لتنظيم الدولة الوليدة. نجحت الجمعية في استبدال عدّة مئات من الكلمات ذات الأصول الأجنبية بأخرى تركية، بعد أن منعت جميع الصحف والجرائد من استخدام تلك المصطلحات واستخدام ما استحدث من عبارات وكلمات جديدة. قامت الجمعية باشتقاق أغلب المصطلحات الحديثة من عبارات وكلمات تركية أخرى، كما أقدمت على إحياء بعض المصطلحات التركية القديمة التي لم تكن قد استخدمت منذ قرون وقرون.
كان لتغيير أبجدية البلاد والكثير من مصطلحاتها أثر كبير في جعل أهل تركيا يختلفون ويتباينون في الكلام، فكانت الأجيال المولودة قبل عقد الأربعينيات من القرن العشرين تتحدث بالتركية العثمانية ذات المصطلحات العربية والفارسية، بينما أخذت الأجيال الأصغر سنًا تتحدث بالتركية الحديثة. ومن المثير للسخرية أن أتاتورك نفسه، عندما ألقى خطابه الشهير « نطق » أمام البرلمان التركي الحديث سنة 1927، تحدث بالتركية العثمانية التي بدت للمستمعين بعد بضعة أجيال غريبة للغاية، فاضطروا إلى «ترجمتها» ثلاثة مرات إلى التركية المعاصرة: الأولى في سنة 1963، والثانية في سنة 1986، والثالثة في سنة 1995. أثار التغير الذي تعرضت له اللغة التركية جدالاً سياسيًا واسعًا، فأخذت الجماعات المحافظة تتعمد استخدام تعابير وكلمات قديمة في المنشورات الصحفية المنسوبة إليها، وفي خطابها العاميّ اليومي.
شهدت العقود القليلة الماضية استمرار جمعية اللغة التركية بصياغة كلمات تركية جديدة تعبّر عن المفاهيم المستحدثة، وبالأخص تلك المتعلقة بعالم التقنية سريع التطور، وتم استقدام وتحريف أغلب هذه التعابير من اللغة الإنكليزية خاصةً. قوبل الكثير من هذه الكلمات، وبالأخص تلك المتعلقة بتكنولوجيا المعلوماتية، بالترحاب والقبول الواسع بين أفراد الشعب التركي، لكن على الرغم من ذلك، تعرضت الجمعية لبعض الانتقاد بسبب إيجادها لكلمات اعتبرها البعض مُبتدعة وزائفة متكلفة. من التغييرات الأولى على سبيل المثال، استبدال كلمة «فرقة» التي تعني «جماعة سياسية» بـ bölem، إلا أن هذه الكلمة بالذات لم تلاق قبولاً بين الناس الذين استمروا يستعملون «فرقة» للدلالة على الجماعات السياسية (عادت الجمعية واستبدلت كلمة فرقة بكلمة parti فرنسية الأصل بعد حين). ومن الكلمات التركية القديمة التي أنعشت وعادت تُستعمل للإشارة إلى مواضيع معينة بذاتها دون أن يكون لها معنى آخر، كلمة betik التي كانت تعني في الأساس «كتاب»، وأصبحت اليوم تعني «لغة برمجة نصية»، في مجال علوم الحاسوب.
لا تزال عدّة كلمات من تلك التي استحدثتها جمعية اللغة التركية تعيش جنبًا إلى جنب مع مرادفاتها القديمة، وذلك بسبب اختلاف معنى تلك الجديدة عن القديمة ولو بعض الشيء، فعلى سبيل المثال يُشير الأتراك اليوم إلى مشكلة ما أو عائق بقولهم dert، وهي كلمة مُشتقة من "درد" الفارسية بمعنى «ألم»؛ في حين أن كلمة ağrı التركية الأصلية هي التي تعني «الألم الجسدي». يُلاحظ أنه في بعض الأحيان تختلف الكلمات الأجنبية المُطعمة للتركية عن تلك الأساسية بشكل بسيط، لذا فإنها تُستخدم معها على قدم المساواة، وفي ذلك شبه بتمازج بعض الكلمات الجرمانية والرومانسية في اللغة الإنكليزية. من الكلمات القديمة التي استُبدلت بأخرى حديثة: عدّة مصطلحات هندسية، واتجاهية، وبعض أسماء الشهور والكثير من الأسماء والصفات. من الأمثلة على ذلك:
| بالتركية العثمانية | بالتركية المعاصرة | بالعربية             | ملاحظات |
| ------------------ | ----------------- | -------------------- | --- |
| مثلث               | üçgen             | مثلث                 | كلمة مركبة من اسم üç ("ثلاثة") والكلمة اليونانية "غونيا" ("زاوية")                                                                            |
| طيارة              | uçak              | طائرة                | مُشتقة من الفعل uçmak ("يطير"). اقترحت هذه الكلمة بدايةً لتوضع كمعنى "لمطار".                                                                   |
| نسبت               | oran              | نسبة                 | لا تزال الكلمة القديمة تُستخدم في التركية المعاصرة جنبًا إلى جنب مع الحديثة. أما الكلمة الحديثة فمشتقة من فعل تركي قديم هو أور- (يُقسم أو يقطع). |
| شمال               | kuzey             | شمال                 | مُشتقة من الاسم التركي القديم كوز ("مكان بارد ومظلم"، "ظل"). تم إحياء هذه الكلمة من التركية الوسطى.                                            |
| تشرين أول          | ekim              | أكتوبر / تشرين الأول | يعني الاسم إكيم "الزرع" أو "فعل الزرع"، وفي هذا إشارة إلى زرع الحبوب خلال فصل الخريف، كما هو معهود في تركيا.                                  |

### محاولة إحياء الكتابة بالأبجدية العربية
أعلن الرئيس التركي رجب طيب أردوغان سنة 2014 عزم الحكومة التركية إحياء اللُغة التُركية العثمانية المكتوبة بأحرف عربية وإدراجها في المناهج التدريسية الرسمية في تركيا. وقد برر أردوغان هذا القرار بقوله أن «اللغة تعدّ بمثابة الوصف الرئيس للحضارة والذاكرة، بل والوصف الذي من خلاله تبنى الأمم، وبدونها تفنى». وأضاف قائلًا: «بسلبكم اللغة من مجتمع ما، تكونون قد سلبتموه حضارته وذاكرته. أقول هذا باعتبارنا أمة دفعت الثمن غاليًا لسلبنا لغتنا. فالاعتداء على لغة مجتمع ما يعني الاعتداء على دين هذا المجتمع وثقافته وفنونه وآدابه». وأضاف: «من الظلم البين للغات اعتبارها مجرد وسيلة تخاطب واتصال، لأن اللغة أكبر من ذلك، فهي حضارة وقلب وذاكرة. وديمومة الأمم والشعوب تكون في لغتها وعاداتها وتقاليدها وتنشئتها لأبنائها». كما تسائل أردوغان إن كان هناك شعب في العالم لا يستطيع أبناؤه أن يقرؤوا لغة أجدادهم التي كتبت قبل مئة عام فقط؟ مشيرًا إلى أن الأمة التركية باتت عاجزة عن قراءة ملايين الوثائق الموجودة في دور المحفوظات الضخمة في البلاد؛ وذلك لانقطاعها عن اللغة التي كُتبت بها. وقد فجّرت نية حزب العدالة والتنمية الحاكم عاصفة من الجدل داخل الأوساط السياسية والمجتمعية التركية، بين فريق رأى في الخطوة تقدماً على طريق إتقان الأجيال للغة أجدادهم وحضارتهم السابقة، وبين من اعتبرها ارتكاسة إلى الوراء وردة عن إرث أتاتورك والجمهورية الحديثة، فاعتبر زعيم المعارضة التركية، كمال كيليتشدار أوغلو أن تدريس العثمانية «سيعود بالأتراك نحو العصور الوسطى»، أما النائب عن حزبه «الشعب الجمهوري»، حسين أيغون، فقال إنه لن يسمح لابنه بأن يدرس اللغة العربية أو العثمانية، وإنه «يفضل أن يرسب على أن يفعل ذلك». وذكرت جريدة حرييت المحلية، أن أردوغان صرح خلال اجتماعه مع مجلس الشورى الديني، أن «هناك من يرغب في ألا تدرَّس، ولكنْ سواء أحبوا أم لا، فإن اللغة العثمانية ستدرس في هذه البلاد». وقال رئيس الوزراء السابق أحمد داود أوغلو بعد ذلك، إن تعهد أردوغان يرتكز على أحد مقترحات المجلس الأعلى للتعليم التي أعدت سابقًا. وأضاف في تصريحات نقلتها قناة سي أن أن تورك: «لا أعرف لماذا كل هذه الحساسية مع العثمانية، إذا ما كان هنالك طالب يرغب في دراستها فليفعل، وإذا لم تكن لديه فلن يختارها، هذا هو المقترح»، مشيرًا إلى أن «البعض يعتقد بأن العثمانية لغة أجنبية. إنها التركية التي نستخدمها اليوم ولكنها مكتوبة بحروف أخرى».

## أماكن انتشار اللغة التركية

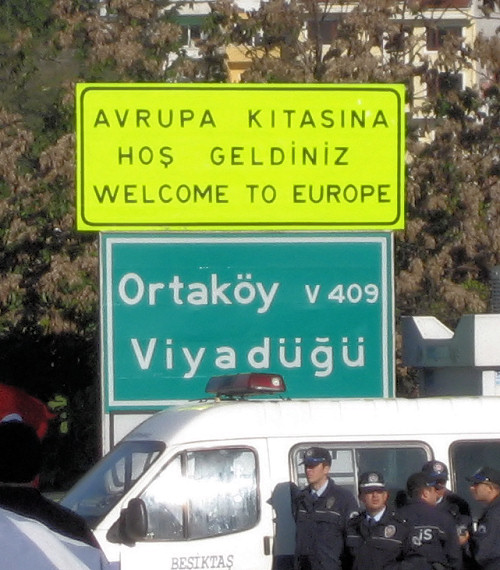
شارة مرور على الطرف الأوروبي من جسر البوسفور في إسطنبول. التُقطت الصورة خلال ماراثون أوراسيا الثامن والعشرين سنة 2006.

تُعد اللغة التركية اللغة الأم للأتراك، سواء أولئك المقيمين في تركيا، أو في المهجر. تنتشر الأقليات المتحدثة باللغة التركية في الدول التي كانت تُشكل جزءًا من الدولة العثمانية، وبالأخص في: بلغاريا، وقبرص، واليونان (وبالأخص في تراقيا الغربية)، وجمهورية مقدونيا، ورومانيا، وصربيا. يعيش أكثر من مليونيّ متحدث باللغة التركية في ألمانيا؛ وهناك مجتمعات تركية معتبرة في بضعة دول غربية أخرى، أبرزها: الولايات المتحدة، وفرنسا، وهولندا، والنمسا، وبلجيكا، وسويسرا، والمملكة المتحدة. ويُلاحظ أن الكثير من الأتراك المقيمين في دول الاغتراب لا يتحدثون لغتهم الأم بطلاقة، أو لا يتحدثونها على الإطلاق، بسبب الاستيعاب الثقافي.
يفوق عدد المتحدثين بالتركية في تركيا 67 مليون نسمة، يُشكلون حوالي 93% من الجمهرة السكانية. وهناك 10 ملايين متحدث إضافي ينتشرون في مختلف أنحاء العالم. يتحدث معظم الأتراك باللغة التركية بصفتها لغتهم الأم أو لغتهم الثانية، إذ أن قسمًا آخر من الشعب يتحدث بالكردية كلغته الأم، وقد قُدّر عدد هؤلاء سنة 1980 بحوالي 3,950,000 نسمة. لكن على الرغم من ذلك، فإن الأكراد وغيرهم من الأقليات العرقية في تركيا يتحدثون بالتركية بطلاقة بسبب تتريك الأقليات.

### الوضع الرسمي
التركية هي اللغة الرسمية في تركيا، وإحدى اللغتين الرسميتين في قبرص. وهي أيضًا لغة رسمية إقليمية في كوسوفو، وبالتحديد في منطقة بريزرين، وعدّة مديريات ومحافظات في جمهورية مقدونيا، حيث تعيش جمهرات من التُرك.
تتولى جمعية اللغة التركية ضبط اللغة وتنسيقها، وهذه الجمعية أنشأت سنة 1932 تحت اسم «جمعية تدقيق اللغة التركية» (بالتركية: Türk Dili Tetkik Cemiyeti). تأثرت هذه الجمعية بأيديولوجية الصفائية اللغوية، وكانت إحدى مهامها الأساسية استبدال المصطلحات الأجنبية التي دخلت اللغة بما يُقابلها من المصطلحات ذات الأصول التركية القديمة، أو «تتريك» بعض المصطلحات الحديثة. صقلت هذه التغييرات، بما فيها استبدال الأبجدية العربية بالأبجدية اللاتينية سنة 1928، صقلت شكل اللغة التركية حتى أصبحت ماهي عليه اليوم. أصبحت جمعية اللغة التركية إدارة مستقلة بذاتها في سنة 1951، عندما صدر قرار حكومي يرفع عنها إشراف وزارة التعليم ممثلة بالوزير المختص. استمرت الجمعية مستقلة على هذا النحو حتى عام 1983 عندما عادت لتصبح إدارة حكومية وفق ما نص عليه التعديل الدستوري لسنة 1982، بعد الانقلاب العسكري لعام 1980.

### اللهجات

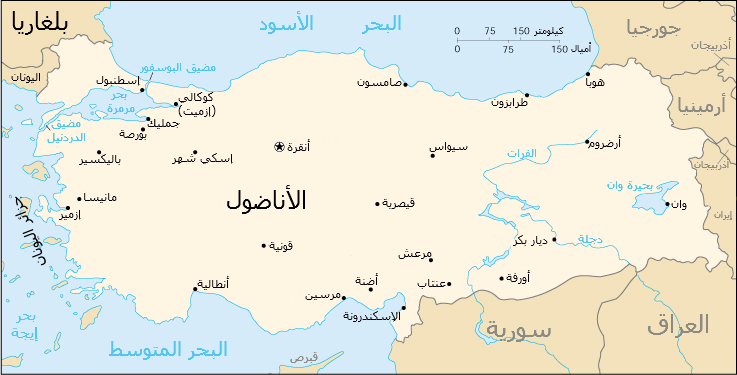
خارطة لأبرز مناطق ومدائن تركيا المميزة بلهجاتها.

تستند التركية القياسية الحديثة على اللهجة الإسطنبولية. وما زال بإمكان المرء أن يُلاحظ التباين في لهجات ولكنات المناطق المختلفة داخل تركيا، على الرغم من اعتماد جمعية اللغة التركية سياسة توحيد اللهجات عبر وسائل الإعلام المرئية والمسموعة والمكتوبة، وعبر مناهج التعليم المدرسية والجامعية، منذ عقد الثلاثينيات من القرن العشرين. يُشير الباحثين اللغويين في تركيا إلى اللهجات المتنوعة باسم ağız أو şive، وذلك من الناحية الأكاديمية، الأمر الذي يؤدي إلى حصول التباس في المفهوم اللغوي لمعنى «اللكنة»، إذ أن هاتين الكلمتين تحملان في طياتهما هذا المعنى أيضًا. قامت عدّة جامعات، وما تزال، بإطلاق عدّة مبادرات وبحوث هادفة إلى دراسة اللهجات التركية وتحديد عددها على وجه الدقة، وكذلك فعلت جمعية اللغة التركية، وتهدف هذه الأبحاث إلى نشر ما توصلت إليه من معلومات جماعية في أطلس شامل عن لهجات هذه اللغة.
من اللهجات المميزة للغة التركية، اللهجة المعروفة بالرومليّة، وهي لهجة التُرك والصرب والبلغار وغيرهم من أهل البلقان المسلمين الذين هاجروا إلى تركيا بعد أن استقلت بلدانهم عن الدولة العثمانية قديمًا، وهي تشتمل على لكنات مميزة مثل اللكنة الديليورمانية، والدنلرية، والأدّكالية. كذلك هناك اللهجة القبرصية (بالتركية: Kıbrıs Türkçesi) التي يتحدث بها الأتراك القبارصة، واللهجة الأدرنية التي يتحدث بها أهل أدرنة، واللهجة الإيجية لهجة سكان جزر بحر إيجة والمناطق المجاورة الممتدة حتى أنطالية. كذلك هناك اللهجة اليوروكية، وهي لهجة قبائل اليوروك الرُحّل قاطني المنطقة المتوسطية من تركيا، وهؤلاء يختلفون عن قبائل اليوروك قاطني مقدونيا واليونان والقسم الأوروبي من تركيا، والذين يتحدثون بالتركية البلقانية الغاغاوزية.
تنتشر اللهجة الجنوبية الشرقية (بالتركية: Güneydoğu) في جنوبي شرق البلاد، شرق مرسين تحديدًا. تتميز اللهجة الشرقية (بالتركية: Doğu) للأناضول الشرقي بكونها تُشكل مجموعة لهجوية واحدة مع بعض لهجات اللغة الأذرية، وبالأخص مع لهجات القرة‌ پاپاق المنتشرة في أذربيجان وإيران وجورجيا. يتحدث سكان وسط الأناضول باللهجة الأناضولية الوسطى (بالتركية: Orta Anadolu)، ويتحدث سكان المناطق المُطلة على البحر الأسود بلهجة البحر الأسود (بالتركية: Karadeniz)، ومن أبرز لكنات الأخيرة اللكنة الطرابزونية، ويُمكن ملاحظة التأثير الإغريقي في صواتة ونحو هذه اللهجة بكل وضوح، وتُعرف هذه اللهجة أيضًا باسم لهجة اللاز. كذلك هناك اللهجة القسطمونية التي ينطق بها أهل قسطموني وجوارها، واللهجة الهيمشينية (بالتركية: Hemşince)، لهجة الهيمشين سكّان الأراضي المجاورة لمدينة أرتفين، وهي لهجة متأثر باللغة الأرمنية. يتحدث التُرك المقيمين في اليونان باللهجة القرمانية (بالتركية: Karamanlıca؛ باليونانية: Kαραμανλήδικα)، المُشتقة تسميتها من إمارة قرمان البائدة.

#### اللهجات الأناضولية

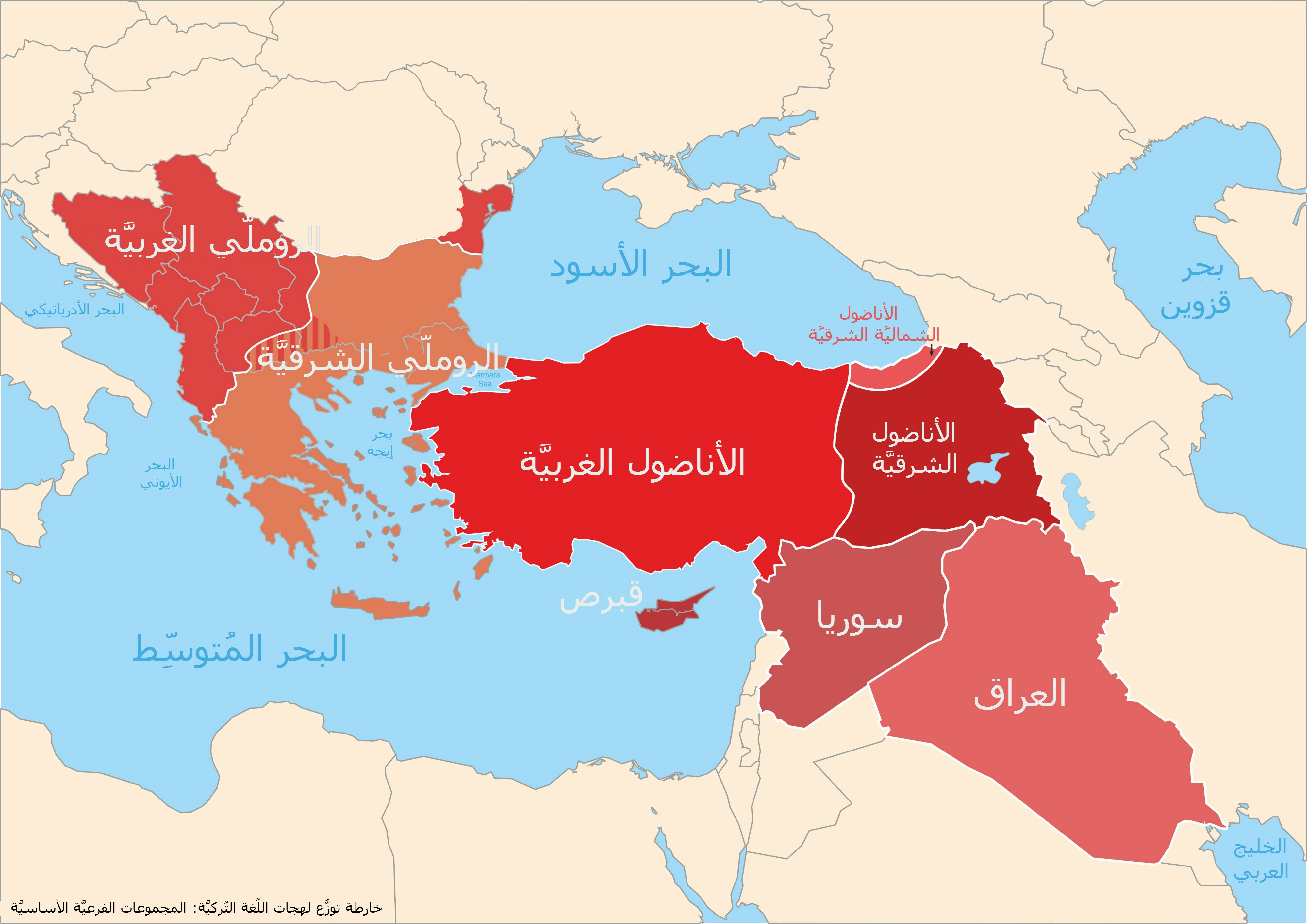
خارطة تُظهر توزع لهجات اللغة التركيَّة في تُركيا والأقاليم والدول المجاورة.

يُمكن تصنيف اللهجات الأناضولية للغة التركية على الشكل التالي:
1. اللهجات الأناضولية الشرقية
1.1.1. الأغرية، الملاذكردية 

1.1.2. الموشية، البدليسية 

1.1.3. الأخلاطية، العدلجوازية، البولانيقية، الوانية 

1.1.4. الديار بكرية 

1.1.5. البالوية، القرة قوجانية، البينغولية، الكاريلوفية، السعردية
1.2.1. القارصية

1.2.2. الأرضرومية، الإش قلعية، الأوفاجيكية، النارمانية 

1.2.3. الباسنلرية، الحرسانية، الحنيسية، التكمانية، القرة يازية، الترجانية

1.2.4. البايبورتية، الإسبيرية (باستثناء شمال بلدة إسبير)، الأرزنجانية، التشائريلية، الترجانية

1.2.5. الغوموش خانية 

1.2.6. الرفاعية، الكيماخية

1.2.7. القارصية (الآذر والقرة‌ پاپاق)
1.3.1. البوسوفية، الأرتفينية، الشواشتية، الأرضنوشية، اليوسفيلية

1.3.2.1. الأرداخانية، الأولورية، الألتوية، الشنكايئية؛ تُرك الأخيسكة (جورجيا)

1.3.2.2. التورتومية

1.3.2.3. الإسبيرية (في القسم الشمالي من البلدة)
1.4.1. الكمالية، الإليجية، الآغنية

1.4.2. التونجيلية، الخوزاتية، الماذكردية، البرتكية

1.4.3. الخربطية 

1.4.4. الإلازغية، الكيبانية، الباسكيلية
2. اللهجات الأناضولية الشمالية الشرقية
2.1.1. الوقف كبيرية، الآق جباتية، التونيوية، المجاقية، الآفية، التشيكارية

2.1.2. الطرابزونية، اليومروية، السورمنية، الأركالية، الريزهية، الكلكاندرية، الإكيزدرية
2.2.1. التشائيلية

2.2.2. الكامليخمشينية، البازارية، الخمشينية، الأرديشينية، الفينديكلية
2.3.1. الأرخافية، الخبوية (بما فيها بلدة كمال باشا)

2.3.2. الخبوية (قسم صغير من البلدة)

2.3.3. البورتشكية، المراتلية، الجامعلية، الميدان جكية، لهجة بوجاق الأرتفينية
3. اللهجات الأناضولية الغربية
3.1.1. الأفيون قره حصارية، الإسكي شهرية، العشاقية، الناليخانية

3.1.2. الشنق قلعية، الباليكسيرية، البورصية، البيلجيكية

3.1.3. الآيدينية، البوردورية، الدينيزلية، الإسبرطية، الإزميرية، الكوتاهية، المانيسية، المغلوية

3.1.4. الأنطالية
3.2. الإزميتية، الصقارية
3.3.1. الزنغولداقية، الدوركية، الإريغلية

3.3.2. البارتينية، التشايجومية، الأماسرية

3.3.3. البولوية، الأواجيقية، الإسكي بازارية، القره بوكية، الصفرانبولية، الأولسية، الإفلانية، الكوروجاشيلية

3.3.4. القسطمونية
3.4.1. الغوينوكية، المدرونية، الكبيرسجقية، السيبنية

3.4.2. القزل جاہمامية، البيبزارية، التشامليدرية، الغودلية، الأياشية

3.4.3. الشانكيرية، الإسكيليبية، الكرغية، البياتية، العثمانجيقية، الطوسيوية، البوياباطية
3.5.1. السينوبية، العجمية

3.5.2. الصامسونية، الكواكية، التشارشمبية، الترمية

3.5.3. الأردوية، الغيرسونية، الشالبازارية
3.6.1. اللاديكية، الحوزوية، الأماسية، التوقاتية، الإربائية، النكسارية، الترحالية، الرشيدية، المسية

3.6.2. الزلوية، الأرتفاوية، السيواسية، اليلدزلية، الخافيكية، الزاراوية، المسعودية

3.6.3. الشيبينكاراهيشارية، العجروية، السوشرية

3.6.4. الكنغالية، الدوريغية، الغورونية، الملطية، الحكيم خانية، العرب غيرية
3.7.1. الأقتشاديغية، الدارندية، الدوغان شهرية

3.7.2. الأفشينية، الألبستانية، الغوغسونية، الأندرينية، الأضنية، الختايوية، الطرسوسية، الأرغلية

3.7.3. المرعشية، العنتابية 

3.7.4. الأديامانية، الخلفتية، البيروية، الكيليسية
3.8. الأنقرية، الخيمانية، البلعوية، الشیریفلیکوتشیسارية، التشوبوكية، الكيركالية، الكيسكنية، الكليجكية، القزلرماكية، التشورومية، اليوزغاتية، القر شهرية، النفيشهرية، النيدية، القيصرية، الشاركشلية، الغيمركية
3.9. القونيوية، المرسينية

## خصائص اللغة التركية
من أبرز خصائص اللغة التركية المعاصرة:
- تتكون مفردات اللغة التركية من كلمات تركية أصلية وكلمات فارسية وعربية، والكلمات التي تأتي من الفارسية والعربية تركت لتصبح كلمات تركية في حالة مختلفة تماماً عن حالتها في لغتها الأصلية، حتى أن بعض معاني الكلمات قد تغير كلية.
- بنية الجملة التركية الصحيحة تتكون من (الفاعل ثم المتممات ثم الفعل)، ومع ذلك فاللغة التركية لغة مرنة.[49] لهذا السبب يشيع استخدام الجملة المعكوسة في الحياة اليومية. مثل: Bugün yazılı sınav olacak وتعني اليوم سيكون الامتحان التحريري، وتلك الجملة بنفس معنى جملة Yazılı sınav olacak, bugün الامتحان التحريري سيكون اليوم. هذا النوع من الجمل يستخدم أكثر في التعبيرات الشعرية.
- اللغة التركية تأتي في مقدمة اللغات التي تستخدم التعبيرات المختصرة، فمثلاً بقولنا sobayı yak (موقد الغاز) فهي بمعنى الموقد الذي يُحرق بداخله الخشب والفحم. وهذا الشكل يُعرف في قواعد اللغة بالكناية.
- الضمائر في اللغة التركية تتكون من ستة كلمات (أنا ben، أنت sen، هو/ هي/ غير العاقل o، نحن biz، أنتم siz، هؤلاء للمذكر والمؤنث وغير العاقل onlar)، وتوجد ميزة إضافية للضمير (siz) في اللغة التركية وهي التعبير عن الاحترام والتهذيب.

## الأصوات
الميزة الوحيدة التي تميز علم الأصوات التركي وهي الانسجام المصوت الذي يميز المصوت الأمامي عن المصوت الخلفي. معظم الكلمات اللغة التركية تلتزم نظام يمكنها من وجودها في مجموعة واحدة فقط من مجموعتين، نقاط الأصوات الغارية توجد مع أحرف العلة الأمامية في حين تكون الأصوات الطبقية مع أحرف العلة الخلفية.

## الحروف الساكنة
|               | شفوي                      | شفوي              | أسناني | أسناني | لثوي               | لثوي               | لثوي غاري               | لثوي غاري               | غاري          | غاري          | طبقي            | طبقي            | حنجري               | حنجري               |
| ------------- | ------------------------- | ----------------- | ------ | ------ | ------------------ | ------------------ | ----------------------- | ----------------------- | ------------- | ------------- | --------------- | --------------- | ------------------- | ------------------- |
| أنفي          | شفتاني أنفي               | شفتاني أنفي       |        |        | لثوي أنفي          | لثوي أنفي          |                         |                         |               |               |                 |                 |                     |                     |
| صامت          | شفتاني وقفي مهموس         | شفتاني وقفي مجهور | t̪      | d̪      |                    |                    |                         |                         | (c)           | (ɟ)           | طبقي وقفي مهموس | طبقي وقفي مجهور |                     |                     |
| موقوف احتكاكي |                           |                   |        |        |                    |                    | لثوي غاري مزجي مهموس    | لثوي غاري مزجي مجهور    |               |               |                 |                 |                     |                     |
| احتكاكي       | أسناني شفوي احتكاكي مهموس |                   |        |        | لثوي احتكاكي مهموس | لثوي احتكاكي مجهور | لثوي غاري احتكاكي مهموس | لثوي غاري احتكاكي مجهور |               |               |                 |                 | حنجري احتكاكي مهموس | حنجري احتكاكي مهموس |
| شبه صامت      | طبقي                      | طبقي              |        |        | (ɫ)                | (ɫ)                | لثوي جانبي شبه صامت     | لثوي جانبي شبه صامت     | غاري شبه صامت | غاري شبه صامت |                 |                 |                     |                     |
| نقري          |                           |                   |        |        | ɾ                  | ɾ                  |                         |                         |               |               |                 |                 |                     |                     |

الصوت الذي يشار إليه عادة ب (G yumuşak) أو («خفيفة g»)، ويكتب ⟨ğ⟩ في قواعد الكتابة التركية، يمثل تسلسل حروف العلة، لا يأتي هذا الحرف في بداية كلمة أو مقطع لفظي، ولكن يتبع دائمًا حرف علة. عندما تكون الكلمة هي النهائية أو تسبق حرفًا ساكنًا آخر، فإنه يطيل حرف العلة السابق له.
في اللغة التركية الأصلية، الأصوات [c]، [ɟ] و [l] هي في وضع توزيع تكاملي مع [k]، [ɡ] و [ɫ]؛ المجموعة السابقة تكون مجاورة لأحرف العلة الأمامية ومجاورة من الاتجاه الآخر لأحرف العلة الخلفية. توزيع هذه الفونيمات في كثير من الأحيان لا يمكن التنبؤ به، ومع ذلك، في الاستعارات الأجنبية وأسماء الأعلام. في مثل هذه الكلمات الحروف [c]، [ɟ] و [l] غالبًا ما تكون مع حروف العلة الخلفية: ذكرت بعض الأمثلة أدناه.
عند إضافة حرف علة لكثير من الأسماء التي تنتهي ب ⟨k⟩، ال ⟨k⟩ تصبح ⟨ğ⟩ بواسطة التناوب. ينطبق تناوب مماثل على بعض الكلمات المستعارة-المنتهية ب ⟨p⟩ و ⟨t⟩، والتي تصبح ⟨⟨b⟩ و ⟨d⟩، على التوالي، مع إضافة حرف العلة.

## الجهر والهمس في الحروف الساكنة
عادة في اللغة التركية لا تنتهي أية كلمة بحروف ساكنة جهرية وهي (b, c, d, g). وفي حالة الكلمات المستعارة من لغات أخرى فإن الحرف الساكن جهرية يتحول إلى حرف ساكن همسي.
| الحالة الجهرية | الحالة الهمسية | بالعربية | مثال  | مثال (بالتركية) | حالة المفعولية غير المباشرة |
| -------------- | -------------- | -------- | ----- | --------------- | --------------------------- |
| b              | p              | كتاب     | kitab | kitap           | kitaba                      |
| c              | ç (ch)         | دواء     |       | ilaç            | ilaca                       |
| g              | k              | لون      | reng  | renk            | renge                       |

### حروف العلة
|       | أمامية   | أمامية | خلفية    | خلفية |
|       | غير مدور | مدور   | غير مدور | مدور  |
| ----- | -------- | ------ | -------- | ----- |
| مرتفع | i        | ü      | ı        | u     |
| منخفض | e        | ö      | a        | o     |

حروف العلة في اللغة التركية حسب ترتيبها الأبجدي هي ⟨a⟩, ⟨e⟩, ⟨ı⟩, ⟨i⟩, ⟨o⟩, ⟨ö⟩, ⟨u⟩, ⟨ü⟩. يمكن اعتبار نظام حروف العلة في اللغة التركية بأنه ثلاثي الأبعاد، حيث تتميز حروف العلة بثلاث سمات: مدور وغير مدور، ارتفاع المصوت، وتقدم وتأخر المصوت.
الدفثنغات الوحيدة في اللغة هي الدفثنغات الساقطة أو الهابطة، وهذه تحلل غالبًا كسلسلة متصلة من حرف /j/ مع حروف العلة.

### تطور الأصوات في اللغة التركية
لقد حدث تغير واضح في الأصوات الأساسية مع مرور الزمن في اللغة التركية. هذا التطور الذي حدث من أصوات اللغة التركية الأولى إلى وقتنا هذا أحيانا يكون تغير طبيعي، وأحيانًا لا يكون كذلك.
- في اللغة التركية القديمة حرف الباء (b) تحول إلى حرف الواو (w) ثم حرف الڤاء (v) مثل: eb في لغة الجوك ترك (Göktürkçe) تحولت إلى ew في اللغة أويغورية (Uygurca) ثم ev في لغة الأوغوز (Oğuzca) ومعنى الكلمة هو بيت، هذا التغير الذي حدث لحرف (b) لا يمكن الرجوع فيه مره أخرى.
- من أكبر التغيرات التي حدثت في اللغة التركية، تغير حرف الدال (d) إلى ياء (y)، هذا التغير مرت بمراحل ولهجات مختلفة، فكل حروف الدال (d) التي وجدت في اللغة التركية القديمة تحولت إلى حرف الياء (y). وعلى الرغم من هذا استمر استعمال حرف الدال (d). مثل كلمة édgü تم تغير حروفها في اللغة التركية القديمة عدة مرات فتحولت إلى éyü ثم iyi ثم adrı، وayrı في لغة الأوغوز (Oğuzca).[56]
- في اللغة التركية في تركيا حدث تغير في صوت حرف النون (ŋ) حيث تحول إلى (n)، ولكن هذا التغير في اللغة التركية الغربية فقط، وقد تم الاحتفاظ بهذا الحرف (ŋ) وحمايته في الأذرية التركية، ولغة البلقان التركية، واللغة التركية في تركيا، وبعض المناطق الأخرى، ولا زال يستخدم إلى وقتنا هذا. مثل geliniz في اللغة التركية لتركيا تتغير إلى geliŋiz في اللغة التركمانية، وأمثلة هذا التطور في كلمات مثل biŋ ← bin- soŋ←son- beŋiz ←beniz. وفي نفس الوقت حدث تحول في اللهجات الغربية الحديثة فقد تحول (ŋ) إلى (m)، إلا أن هذا التطور من المستحيل أبداً أن يكون في أصل الكلمة، ويكون دائماً في الكلمة المركبة أو المشتقة مثل koŋşu ≥ komşu، toŋuz ≥ domuz، köŋlek ≥ gömlek.[56]

اللغة التركية في تركيا: تغير صوت حرف (é) إلى (i) ثم (é) ثم (e) ثم (i)، والصوت الأكثر انفتاحاً بين هذا الأصوات هو (é)، والأكثر انغلاقاً (i)، هذا التحول من (e) إلى (i) ليس تحول مباشر. وأمثلة هذا الصوت هي éyi إلى iyi (جيد)، bir إلى ver (اعطاء)، béş إلى beş (خمسة)، eşit إلى işit (السمع).
- اللغة التركية في تركيا: تغير صوت حرف الكاف (k) إلى جيم (غير معطشة) (g) مثل: kel إلى gel (أقبل)، kit إلى git (اذهب)، kök إلى gök (سماء).[56]
- اللغة التركية في تركيا: تغير صوت حرف التاء (t) إلى دال (d) مثل: tag إلى dağ (جبل)، til إلى dil (لسان)، tök إلى dök (صب).[56]
- اللغة التركية في تركيا: تغير صوت حرف الباء (b) إلى ڤاء (v) مثل: bar إلى var (يوجد)، bir إلى vir إلى ver (إعطاء).[56]
- اللغة التركية في تركيا: تغير صوت حرف الباء (b) إلى پاء (p) مثل: barmak إلى parmak (إصبع)، büre إلى pire (البراغيث)، buŋar إلى pınar (الربيع).[56]
- اللغة التركية في تركيا: تغير صوت حرف جيم (غير معطشة) (g) إلى (ğ) ثم إلى ڤاء (v) مثل: kog إلى koğ ثم kov (النار)، tög إلى döğ ثم döv (ضرب).[56]
- اللغة التركية في تركيا: تغير صوت حرف (ü) إلى (i) مثل: düz إلى diz (الركبة)، büre إلى pire (البراغيث).[56]
- اللغة التركية في تركيا: تغير صوت حرف (o) إلى (u) مثل: oyan إلى uyan (مطابقة)، yokaru إلى yukarı (أعلى).[56]
- اللغة التركية في تركيا: تغير صوت حرف (ö) إلى (ü) مثل: közel إلى güzel (جميل)، kökerçin إلى güvercin (حمامة).[56]
- اللغة التركية في تركيا: تغير صوت حرف (ü) إلى (e) مثل: törü إلى töre (حفل)، töpü إلى tepe (قمة).[56]
- اللغة التركية في تركيا: تغير صوت حرف (u) إلى (a) مثل: boguz إلى boğaz (حلق، مضيق).[56]

### قواعد اللغة التركية
قواعد اللغة هي قواعد تهدف إلى وضع معايير للاستعمال الصحيح للغة وتمييز الاستعمالات غير الصحيحة. وتحتوى على نشأة اللغة، وتطورها ومميزاتها، وجميع جوانبها من الصوت إلى الجملة، وتركيب الكلمات، ومعانيها، ووظائفها.
تنقسم قواعد اللغة من حيث أنواعها إلى مجموعات مختلفة، وتوجد مبادئ مشتركة في كل لغات العالم تسمي بقواعد اللغة العامة. فقسم اللغة التاريخي يختص بوقائع أصل اللغة، والبحث في وضعها التاريخي. أما قواعد مقارنة اللغة فتختص بالبحث في لهجات اللغة المختلفة، وأوجه التشابه بين كل لهجة، والمقارنة بين اللهجات.
قواعد اللغة من أقدم العلوم، واللغة الاتينية التي تأتي من اليونانية، انتشرت منها العديد من اللغات الأخرى. وأقدم معلومات عن قواعد اللغة تعود للهنود في القرن الرابع قبل الميلاد. ويُسَلم بأن أرسطو هو مؤسس علم اللغة في الغرب. أما أول كتاب في قواعد اللغة فهو كتاب فن قواعد اللغة للعالم اللغوي ديونيسوس في القرن الأول قبل الميلاد.
بعد ذلك كتب دوناتوس الرومي كتابًا في قواعد اللغة في القرن الرابع بعد الميلاد، هذا الكتاب أصبح من كتب المصادر في قواعد اللغة في الغرب لسنوات عديدة. وأول كتاب كُتب في قواعد اللغة التركية كتبه محمود الكاشغري في القرن الحادي عشر. وهذا الكتاب مفقود ولا يوجد في أيدينا في هذه الأيام، وقد سُمي بكتاب جواهر النحو.
أول كتاب كُتب في قواعد اللغة التركي كتبه قدري بيرجاما في عام 1559، وقد سُمي بمُيسرةِ العلوم. وقد ضرب فيه أمثلة باللغة التركية مع تكيفيها بقواعد اللغة العربية. وفي فترة التنظيمات يأتي أحمد جودت وفؤاد باشا في مقدمة الكُتاب الذين كتبوا في قواعد اللغة باللغة العثمانية وتؤخذ كُتبها بعين الاعتبار (1851) (1865). وبعد عصر الدستور (1908) يوجد أثر مهم يتحدث عن قواعد اللغة للكاتب حسين جاهد اسمه النحو والصرف. ويظهر في هذا الكتاب تأثر الكاتب بقواعد اللغة الفرنسية. وفي فترة الجمهورية، يعدّ كتاب قواعد اللغة التركية (1939) للكاتب إبراهيم نجمي ديلمان أول كتاب يُستند عليه في قواعد اللغة. وبعد عام 1940، كُتبت العديد من الكتب حول قواعد اللغة التركية. ومن أهم تلك الكتب الخطوط العريضة لقواعد اللغة التركية (1940) للكاتب تحسين بانجواغلو، وكتاب قواعد اللغة (1950-1954) للكاتب طاهر نجاة كانجان، وكتاب قواعد اللغة التركية (1958) للكاتب مُحرم ارجين.

### التوافق الصوتي الكبير والصغير
يوجد في اللغة التركية نوعان من التوافق الصوتي، هما التوافق الصوتي الكبير والتوافق الصوتي الصغير. والتوافق الأشمل والأشهر هو التوافق الصوتي الكبير. أما التوافق الصوتي الصغير فهو في الغالب غير مطلوب كثيراً في بعض اللهجات التركية لصعوبة تحقيقه.
التوافق الصوتي الكبير لا يخرج عنه إلا عدد قليل جداً من الكلمات التركية، وفي الغالب تكون كلمات ذات أصول أجنبية. ويوجد استثناء في عدد قليل جداً من الكلمات ذات الأصل التركي التي تخرج عن قاعدة التوافق الصوتي الكبير. مثل alma التي تتحول إلى elma (تفاحة)، وuçra التي تتحول إلى ücra (بعيد). هذه الكلمات خالفت قاعدة التوافق الصوتي لإنها تتكون من حروف ساكنة خفيفة وثقيلة، وإذا بدأ المقطع الصوتي بحروف ثقيلة (a, ı, o, u) لابد أن تكون باقي المقاطع ثقيلة، وإذا بدأت الكلمة بمقطع خفيف (e, i, ö, ü) لا بد أن تكون باقي مقاطع الكلمة خفيفة.
أمثلة
- قاعدة التوافق الصوتي الكبير: balta (فأس) baltalar (فؤوس)، arı (نحلة) arılar (نحل)، uçak (طائرة) uçaklar (طائرات)، top (كرة) toplar (كرات).
- قاعدة التوافق الصوتي الصغير: ev (منزل) evler (منازل)، istek (رغبة) istekler (رغبات)، örtü (غطاء) örtüler (أغطية)، ünlü (مشهور) ünlüler (مشاهير).

## الأزمنة البسيطة في اللغة التركية لتركيا

### الماضي
في اللغة التركية ينقسم الزمن الماضي إلى قسمين، زمن الماضي الشهودي وهو الحدث الذي وقع في الماضي وكان المتكلم شاهداً على الحدث، أما زمن الماضي النقلي فهو يحمل معنى الشك، أي أن المتكلم لم يشاهد الحدث بنفسه بل نُقل إليه، أو أن هذا الحدث مبهم، وهو الزمن الذي يستخدم في القصص والرويات والحكايات الشعبية والأساطير الشعيبة والنوادر وكتب التاريخ، ولكل زمن منها علامات.

### الماضي الشهودي
علامات الماضي الشهودي تأتي في هذا الشكل -dı, -di, -du, -dü; -tı, -ti, -tu, -tü ويتم استخدام أي لاحقة من تلك اللواحق وفقاً لقاعدة التوافق الصوتى.
| Kişi الشخص                        | git- أن يذهب (مصدر)                             | gel- أن يأتي (مصدر)            | ara- أن يبحث (مصدر)             |
| --------------------------------- | ----------------------------------------------- | ------------------------------ | ------------------------------- |
| 1. أنا (بن) (Ben)                 | git-ti-m ذهبتُ                                   | gel-di-m أتيتُ                  | ara-dı-m بحثتُ                   |
| 2. أنتَ أو أنتِ (سن) (Sen)          | git-ti-n ذهبتَ أو ذهبتِ                           | gel-di-n أتيتَ أو أتيتِ          | ara-dı-n بحثتَ أو بحثتِ           |
| 3. هو - هى- غير العاقل (أو) (O)   | git-ti ذهبَ أو ذهبت                              | gel-di أتى أو أتت              | ara-dı بحثَ أو بحثت              |
| 1. نحن (بز) (Biz)                 | git-ti-k ذهبنا                                  | gel-di-k أتينا                 | ara-dı-k بحثنا                  |
| 2. سز (أنتم- أنتن) أو حضرتك (Siz) | git-ti-niz ذهبتم أو لإحترام ذهبتَ حضرتك - جلالتك | gel-di-niz أتيتم وأيضاً لإحترام | ara-dı-nız بحثتم وأيضاً للإحترام |
| 3. هؤلاء (Onlar)                  | git-ti-ler ذهبوا أو ذهبن                        | gel-di-ler أتوا                | ara-dı-lar بحثوا أو بحثن.       |

### الماضي النقلي
تأتي علامات الماضي النقلي في هذا الشكل (-mış, -miş, -muş, -müş) ويتم استخدام أي لاحقة من تلك اللواحق وفقاً لقاعدة التوافق الصوتى.
| Kişi الشخص                        | git- أن يذهب (مصدر)                                   | gel- أن يأتي (مصدر)                  | ara- أن يبحث (مصدر)                   |
| --------------------------------- | ----------------------------------------------------- | ------------------------------------ | ------------------------------------- |
| 1. أنا (بن) (Ben)                 | git-miş-im قد ذهبتُ                                    | gel-miş-im قد أتيتُ                   | ara-mış-ım قد بحثتُ                    |
| 2. أنتَ أو أنتِ (سن) (Sen)          | git-miş-sin قد ذهبتَ أو ذهبتِ                           | gel-miş-sin قد أتيتَ أو أتيتِ          | ara-mış-sın قد بحثتَ أو بحثتِ           |
| 3. هو - هى- غير العاقل (أو) (O)   | git-miş قد ذهبَ أو ذهبت                                | gel-miş قد أتى أو أتت                | ara-mış قد بحثَ أو بحثت                |
| 1. نحن (بز) (Biz)                 | git-miş-iz قد ذهبنا                                   | gel-miş-iz قد أتينا                  | ara-mış-ız قد بحثنا                   |
| 2. سز (أنتم- أنتن) أو حضرتك (Siz) | git-miş-siniz قد ذهبتم أو لإحترام ذهبتَ حضرتك - جلالتك | gel-miş-siniz قد أتيتم وأيضاً لإحترام | ara-mış-sınız قد بحثتم وأيضاً للإحترام |
| 3. هؤلاء (Onlar)                  | git-miş-ler قد ذهبوا أو ذهبن                          | gel-miş-ler قد أتوا                  | ara-mış-lar قد بحثوا أو بحثن.         |

### الزمن الحالي
الزمن الحالي في اللغة التركية يأخذ لاحقة واحدة وهي لاحقة (yor) دون النظر لقاعدة التوافق الصوتي. ولا يُعرف لماذا تم اختيار لاحقة واحدة لزمن الحال ومخالفة قاعدة التوافق الصوتي. ولا تعد هذه اللاحقة (yor) لاحقة في الأساس إنما كانت في اللغة التركية الأولى (yorı). مثل الفعل أتيتُ (geliyorum) فأصل هذا الفعل "kel-e yorır men" ومعنى kel هنا gel، أما معنى men فهو ben يعني أنا. وكانت تلك الصيغة الزمنية هي المستخدمة على نطاق واسع في اللغة التركية القديمة، ثم بقيت في شكل (yor).
تأخذ لاحقة الحال (yor) حروف مساعدة (ı-i-u-ü) حتى تتماشي مع قاعدة التوافق الصوتي ولا يحدث تنافر في الأصوات، وتتغير أيضاً بعض الحروف فيتحول حرف a إلى ı، ويتحول حرف e إلى i. مثل demek (أن يقول) عند استخدامها في الحال بعد حذف mek تصبح di-yor (يقول)، başlamak (أن يبدأ) başlıyor (يبدأ).
لاحقة الحال لها ميزة منفصلة أيضاً من ناحية الشكل وطريقة الاستخدام. وتأتي اللواحق الشخصية بعد لاحقة الزمن. مثل konuşmak (أن يتحدث) konuş-u-yor-uz (نتحدث)، durmak (أن يقف) duruyoruz (تقفون).

### زمن الحال مع اللاحقة (yor)
| Kişi الشخص                 | git- أن يذهب (مصدر)   | gel- أن يأتي (مصدر)   | ara- أن يبحث (مصدر)  |
| -------------------------- | --------------------- | --------------------- | -------------------- |
| 1. أنا (Ben)               | gid-i-yor-um أذهب     | gel-i-yor-um أَتِي      | arı-yor-um أبحث      |
| 2. أنت أو أنتِ (Sen)        | gid-iyor-sun تذهبُ     | gel-i-yor-sun تأتي    | arı-yor-sun تبحثُ     |
| 3. هو -هى - غير العاقل (O) | gid-iyor يذهبُ         | gel-i-yor يأتي        | arı-yor يبحث         |
| 1. نحن (Biz)               | gid-iyor-uz نذهب      | gel-i-yor-uz نأتي     | arı-yor-uz نبحث      |
| 2. أنتم- أنتن (Siz)        | gid-iyor-sunuz تذهبون | gel-i-yor-sunuz تأتون | arı-yor-sunuz تبحثون |
| 3. هؤلاء (Onlar)           | gid-iyor-lar يذهبون   | gel-i-yor-lar يأتون   | arı-yor-lar يبحثون   |

### زمن الحال مع اللاحقة makta- mekte
توجد لاحقة أخرى تدل على زمن الحال هي لاحقة makta- mekte. مثل ders çalışmaktayım أذاكر الدروس، Seni düşünmekteyim أُفكِرُ فيكَ. وهذه اللاحقة تستخدم في الخطابات والمحادثات الرسمية.
| Kişi الشخص                 | git- أن يذهب (مصدر)    | gel- أن يأتي (مصدر)   | ara- أن يبحث (مصدر)    |
| -------------------------- | ---------------------- | --------------------- | ---------------------- |
| 1. أنا (Ben)               | git-mekte-y-im أذهب    | gel-mekte-y-im أَتِي    | ara-makta-y-ım أبحث    |
| 2. أنت أو أنتِ (Sen)        | git-mekte-sin تذهبُ     | gel-mekte-sin تأتي    | ara-makta-sın تبحثُ     |
| 3. هو -هى - غير العاقل (O) | git-mekte يذهبُ         | gel-mekte يأتي        | ara-makta يبحث         |
| 1. نحن (Biz)               | git-mekte-y-iz نذهب    | gel-mekte-y-iz نأتي   | ara-makta-y-ız نبحث    |
| 2. أنتم- أنتن (Siz)        | git-mekte-siniz تذهبون | gel-mekte-siniz تأتون | ara-makta-sınız تبحثون |
| 3. هؤلاء (Onlar)           | git-mekte-ler يذهبون   | gel-mekte-ler يأتون   | ara-makta-lar يبحثون   |

### زمن المستقبل
تستخدم اللاحقة (acak-ecek) للدلالة على زمن المستقبل في اللغة التركية. ويتغير حرف الk وفقاً لقواعد التوافق الصوتي.
| Kişi الشخص                   | git- أن يذهب           | gel- أن يأتي          | ara- أن يبحث             |
| ---------------------------- | ---------------------- | --------------------- | ------------------------ |
| 1. أنا (Ben)                 | gid-eceğ-im سأذهب      | gel-eceğ-im سأتي      | ara-y-acağ-ım سأبحث      |
| 2. أنت أو أنتِ (Sen)          | gid-ecek-sin ستذهب     | gel-ecek-sin ستأتي    | ara-y-acak-sın ستبحث     |
| 3. هو - هى - لغير العاقل (O) | gid-ecek سيذهب         | gel-ecek سيأتي        | ara-y-acak سيبحث         |
| 1. نحن (Biz)                 | gid-eceğ-iz سنذهب      | gel-eceğ-iz سنأتي     | ara-y-acağ-ız سنبحث      |
| 2. أنتم أنتن (Siz)           | gid-ecek-siniz ستذهبون | gel-ecek-siniz ستأتون | ara-y-acak-sınız ستبحثون |
| 3. هؤلاء (Onlar)             | gid-ecek-ler سيذهبون   | gel-ecek-ler سيأتون   | ara-y-acak-lar سيبحثون   |

### زمن المضارع
يأتي زمن المضارع في اللغة التركية بعدة أشكال وفقاً لقواعد التوافق الصوتى. ولكن العلامة الأساسية للزمن المضارع (r) وباقي الأشكال تكون (ı-ir) و (er) و (ar) 
| Kişi                       | git-                 | gel-                | ara-               |
| -------------------------- | -------------------- | ------------------- | ------------------ |
| 1. Tekil Kişi (Ben)        | gid-e-r-im أذهب      | gel-i-r-im آتي      | ara-r-ım أبحث      |
| 2. أنت- أنتِ (Sen)          | gid-e-r-sin تذهب     | gel-i-r-sin تأتي    | ara-r-sın تبحث     |
| 3. هو -هي -لغير العاقل (O) | gid-e-r يذهب         | gel-i-r يأتي        | ara-r يبحث         |
| 1. نحن (Biz)               | gid-e-r-iz نذهب      | gel-i-r-iz نأتي     | ara-r-ız نبحث      |
| 2. أنتم- أنتن (Siz)        | gid-e-r-siniz تذهبون | gel-i-r-siniz تأتون | ara-r-sınız تبحثون |
| 3. هؤلاء (Onlar)           | gid-e-r-ler يذهبون   | gel-i-r-ler يأتون   | ara-r-lar يبحثون   |

## الأزمنة المركبة في اللغة التركية
الأزمنة المركبة أو الصيغ الفعلية المركبة يقصد بها الأفعال التي تحتوي على أكثر من زمن، وهي تكون بإضافة زمن آخر إلى الصيغ الفعلية البسيطة، والأزمنة في اللغة التركية متنوعة وواسعة، ولا تستطيع أن تتحدث اللغة التركية بتعلم زمن واحد، وتنقسم الأزمنة في التركية إلى أربعة أشكال. تأكيدية، شهودية، نقلية، شرطية.

### الأفعال المركبة مع المصدر: يكون olmak
المصدر: الكينونة olmak، هو الفعل المساعد، وحين تسبقه الأسماء والصفات فتكون مصادر، وأي تصريف للمصدر يكون مع الشخص الثالث (هو- هي o) ثم نُتبِع الفعل بالمصدر (olmak) وهو الذي يقع عليه التصريف، ونحصل منه على فعل مركب مثل: bitmiş olmak كان قد انتهى، biter olmak يكون منتهياً، bitecek olmak سيكون منتهياً.

### مع صيغة زمن الماضي النقلي miş olmak
هذا التركيب يفيد انتهاء الفعل أو الفراغ منه منذ زمن بعيد.

صيغة زمن المستقبل مع الفعل (yaz- أن يكتب):
| الشخص            | الإثبات                                | النفي                                      | سؤال                                          |
| ---------------- | -------------------------------------- | ------------------------------------------ | --------------------------------------------- |
| 1. أنا (Ben)     | yaz-mış ol-acağ-ım سأكون قد كتبت       | yaz-ma-mış ol-acağ-ım سأكون لم أكتب        | yaz-mış ol-acak mı-y-ım هل سأكون قد كتبت؟     |
| 2. أنت (Sen)     | yaz-mış ol-acak-sın ستكون قد كتبت      | yaz-ma-mış ol-acak-sın ستكون لم تكتب       | yaz-mış ol-acak mı-sın هل ستكون قد كتبت؟      |
| 3. هو- هي (O)    | yaz-mış ol-acak سيكون قد كتب           | yaz-ma-mış ol-acak سيكون لم يكتب           | yaz-mış ol-acak mı هل سيكون قد كتب؟           |
| 1. نحن (Biz)     | yaz-mış ol-acağ-ız سنكون قد كتبنا      | yaz-ma-mış ol-acağ-ız سنكون لم نكتب        | yaz-mış ol-acak mı-y-ız هل سنكون قد كتبنا؟    |
| 2. أنتم (Siz)    | yaz-mış ol-acak-sınız ستكونون قد كتبتم | yaz-ma-mış ol-acak-sınız ستكونون لم تكتبوا | yaz-mış ol-acak mı-sınız هل ستكونوا قد كتبتم؟ |
| 3. هؤلاء (Onlar) | yaz-mış ol-acak-lar سيكونون قد كتبوا   | yaz-ma-mış ol-acak-lar سيكونوا لم يكتبوا   | yaz-mış ol-acak-lar mı هل سيكونوا قد كتبوا؟   |

### صيغة زمن الحال
| الشخص            | الإثبات                                         | النفي                                              | سؤال                                                    |
| ---------------- | ----------------------------------------------- | -------------------------------------------------- | ------------------------------------------------------- |
| 1. أنا (Ben)     | yaz-ı-yor ol-acağ-ım سأكون ممارساً للكتابة       | yaz-mı-yor ol-acağ-ım سأكون لا أمارس الكتابة       | yaz-ı-yor ol-acak mı-y-ım? هل سأكون ممارساًالكتابة؟      |
| 2. أنت (Sen)     | yaz-ı-yor ol-acak-sın ستكون ممارساً للكتابة      | yaz-mı-yor ol-acak-sın ستكون لا تمارس الكتابة      | yaz-ı-yor ol-acak mı-sın? هل ستكون ممارساً للكتابة؟      |
| 3. هو (O)        | yaz-ı-yor ol-acak سيكون ممارساً للكتابة          | yaz-mı-yor ol-acak سيكون لا يمارس الكتابة          | yaz-ı-yor ol-acak mı? هل سيكون ممارساً للكتابة؟          |
| 1. نحن (Biz)     | yaz-ı-yor ol-acağ-ız سنكون ممارسين للكتابة      | yaz-mı-yor ol-acağ-ız سنكون لا نمارس الكتابة       | yaz-ı-yor ol-acak mı-y-ız? هل سنكون ممارسين للكتابة؟    |
| 2. أنتم (Siz)    | yaz-ı-yor ol-acak-sınız ستكونون ممارسين للكتابة | yaz-mı-yor ol-acak-sınızستكونون لا تمارسون الكتابة | yaz-ı-yor ol-acak mı-sınız? هل ستكونون ممارسين للكتابة؟ |
| 3. هؤلاء (Onlar) | yaz-ı-yor ol-acak-lar سيكونون ممارسين للكتابة   | yaz-mı-yor ol-acak-lar سيكونون لا يمارسون الكتابة  | yaz-ı-yor ol-acak-lar mı? هل سيكونون ممارسين للكتابة؟   |

### الأزمنة المركبة في صيغة الحكاية
فعل الحكاية يُستعمل لسرد بعض الأحوال والوقائع والأحداث مع تعلق الفعل بأزمنة مختلفة وذلك بالنسبة لوقوع تلك الوقائع والأحداث، ويتكون هذا الفعل من المفرد الغائب من الأفعال البسيطة مع الضمائر الستة، وتلحق به صيغة الماضي الشهودي لفعل الإعانة imek. ويأخذ أي زمن بسيط في اللغة التركية اللاحقة (idi) حتى يكون في صيغة الحكاية، مع مراعاة قاعدة التوافق الصوتي. ومع تطور اللغة حُذف حرف (İ) وأصبحت (di). مثل "yazmış idi" تصبح "yazmıştı"، بمعنى كان قد كتب. وتستخدم هذه اللاحقة بهذا الشكل بكثرة في الحياة اليومية. ويمكن أن تستخدم (idi) في لغة الكتابة.

### حكاية الأزمنة
| الشخص                     | حكاية زمن الحال                            | حكاية الماضي الشهودي                     | حكاية الماضي النقلي                        | حكاية المستقبل                            | حكاية المضارع                            |
| ------------------------- | ------------------------------------------ | ---------------------------------------- | ------------------------------------------ | ----------------------------------------- | ---------------------------------------- |
| 1. أنا (Ben)              | yaz-ı-yor-(du-m) (idi-m) كُنتُ أكتبُ          | yaz-dı(-y-dı-m) (idi-m) كُنتَ كتبت         | yaz-mış-(tı-m) (idi-m) كُنتَ قد كتبتَ         | yaz-acak-(tı-m) (idi-m) كُنتُ سأكتب         | yaz-a-r-(dı-m) (idi-m) كُنتُ أكتبُ          |
| 2. أنت (Sen)              | yaz-ı-yor-(du-n) (idi-n) كُنتَ تكتب          | yaz-dı(-y-dı-n) (idi-n) كُنتَ كتبت         | yaz-mış-(tı-n) (idi-n) كُنتَ قد كتبت         | yaz-acak-(tı-n) (idi-n) كُنتَ ستكتب         | yaz-a-r-(dı-n) (idi-n) كُنتَ تكتب          |
| 3. هو- هي- غير العاقل (O) | yaz-ı-yor-(du) (idi) كان يكتب              | yaz-dı(-y-dı) (idi) كان كتب              | yaz-mış-(tı) (idi) كان قد كتب              | yaz-acak-(tı) (idi) كان سيكتب             | yaz-a-r-(dı) (idi) كان يكتب              |
| 1. نحن (Biz)              | yaz-ı-yor-(du-k) (idi-k) كنا نكتب          | yaz-dı(-y-dı-k) (idi-k) كنا كتبنا        | yaz-mış-(tı-k) (idi-k) كنا قد كتبنا        | yaz-acak-(tı-k) (idi-k) كنا سنكتب         | yaz-a-r-(dı-k) (idi-k) كنا نكتب          |
| 2. أنتم (Siz)             | yaz-ı-yor-(du-nuz) (idi-niz) كنتم تكتبون   | yaz-dı(-y-dı-nız) (idi-niz) كنتم كتبتم   | yaz-mış-(tı-nız) (idi-niz) كنتم قد كتبتم   | yaz-acak-(tı-nız) (idi-niz) كنتم ستكتبون  | yaz-a-r-(dı-nız) (idi-niz) كنتم تكتبون   |
| 3. هؤلاء (Onlar)          | yaz-ı-yor-(lar-dı) (-lar idi) كانوا يكتبون | yaz-dı(-y-dı-lar) (-lar idi) كانوا كتبوا | yaz-mış-(lar-dı) (-lar idi) كانوا قد كتبوا | yaz-acak-(lar-dı) (-laridi) كانوا سيكتبون | yaz-a-r-(lar-dı) (-lar idi) كانوا يكتبون |

### الأزمنة المركبة في صيغة الرواية
الرواية في الأزمنة هي صيغة الشك والاستبعاد والاستخفاف، فقد تمت بطريق النقل والرواية في الزمن الماضي، ويأخذ أي زمن بسيط في اللغة التركية اللاحقة "imiş" حتى يكون في صيغة الرواية، مع مراعاة قاعدة التوافق الصوتي. ومع تطور اللغة حُذف حرف (İ) وأصبحت "miş". مثل "yazmış imiş" تصبح "yazmışmış"، بمعنى كان قد كتب. وتستخدم هذه اللاحقة بهذا الشكل بكثرة في الحياة اليومية. ويمكن أن تستخدم "imiş" في لغة الكتابة.

### رواية الأزمنة
| الشخص                      | رواية زمن الحال                                     | رواية الماضي الشهودي                             | رواية الماضي النقلي                                 | رواية المستقبل                                      | رواية المضارع                                     |
| -------------------------- | --------------------------------------------------- | ------------------------------------------------ | --------------------------------------------------- | --------------------------------------------------- | ------------------------------------------------- |
| 1. أنا (Ben)               | yaz-ı-yor-(muş-um) (imiş-im) يقال أنني أكتب         | yaz-dı(-y-mış-ım) (imiş-im) يقال أنني كتبت       | yaz-mış-(mış-ım) (imiş-im) يقال أنني قد كتبت        | yaz-acak-(mış-ım) (imiş-im) يقال أنني سأكتب         | yaz-a-r-(mış-ım) (imiş-im) يقال أنني أكتب         |
| 2. أنت (Sen)               | yaz-ı-yor-(muş-sun) (imiş-sin) يقال أنك تكتب        | yaz-dı(-y-mış-sın) (imiş-sin) يقال أنك كتبت      | yaz-mış-(mış-sın) (imiş-sin) يقال أنك قد كتبت       | yaz-acak-(mış-sın) (imiş-sin) يقال أنك ستكتب        | yaz-a-r-(mış-sın) (imiş-sin) يقال أنك تكتب        |
| 3. هو- هي- لغير العاقل (O) | yaz-ı-yor-(muş) (imiş) يقال أنه يكتب                | yaz-dı(-y-mış) (imiş) يقال أنه كتب               | yaz-mış-(mış) (imiş) يقال أنه قد كتب                | yaz-acak-(mış) (imiş) يقال أنه سيكتب                | yaz-a-r-(mış) (imiş) يقال أنه يكتب                |
| 1. نحن (Biz)               | yaz-ı-yor-(muş-uz) (imiş-iz) يقال أننا نكتب         | yaz-dı(-y-mış-ız) (imiş-iz) يقال أننا كتبنا      | yaz-mış-(mış-ız) (imiş-iz) يقال أننا قد كتبنا       | yaz-acak-(mış-ız) (imiş-iz) يقال أننا سنكتب         | yaz-a-r-(mış-ız) (imiş-iz) يقال أننا نكتب         |
| 2. أنتم (Siz)              | yaz-ı-yor-(muş-sunuz) (imiş-siniz) يقال أنكم تكتبون | yaz-dı(-y-mış-sınız) (imiş-siniz) يقال أنك كتبتم | yaz-mış-(mış-sınız) (imiş-siniz) يقال أنكم قد كتبتم | yaz-acak-(mış-sınız) (imiş-siniz) يقال أنكم ستكتبون | yaz-a-r-(mış-sınız) (imiş-siniz) يقال أنكم تكتبون |
| 3. هؤلاء (Onlar)           | yaz-ı-yor-(lar- mış) (-lar imiş) يقال أنهم يكتبون   | yaz-dı(-lar-mış) (-lar imiş) يقال أنهم كتبوا     | yaz-mış-(mış-lar) (imiş-ler) يقال أنهم قد كتبوا     | yaz-acak-(mış-lar) (imiş-ler) يقال أنهم سيكتبون     | yaz-a-r-(mış-lar) (imiş-ler) يقال أنهم يكتبون     |

### الشرط المركب في اللغة التركية
هو الفعل الذي يعلق معاني الأفعال البسيطة لوقوع فعل آخر، وتركيبه أن يؤتى بالمفرد الغائب من الأفعال البسيطة وتلحق به صيغة الفعل الشرطي لفعل الإعانة imek، ولا يأتي منها الالتزامي والشرطي والأمر.

#### الشرط المركب مع الأزمنة
| الشخص                     | الزمن الحالي                            | الماضي الشهودي                              | الماضي النقلي                                  | المستقبل                                  | المضارع                              |
| ------------------------- | --------------------------------------- | ------------------------------------------- | ---------------------------------------------- | ----------------------------------------- | ------------------------------------ |
| 1. أنا (Ben)              | yaz-ı-yor-(sa-m) (ise-m) لو أكتب        | yaz-dı(-y-sa-m) (ise-m) إذا كنت أكتب        | yaz-mış-(sa-m) (ise-m) إذا كنتُ قد كتبتُ         | yaz-acak-(sa-m) (ise-m) لو سوف أكتب       | yaz-a-r-(sa-m) (ise-m) لو سوف أكتب   |
| 2. أنت (Sen)              | yaz-ı-yor-(sa-n) (ise-n) لو تكتب        | yaz-dı(-y-sa-n) (ise-n) إذا كنتَ كتبتَ        | yaz-mış-(sa-n) (ise-n) إذا كنتَ قد كتبتَ         | yaz-acak-(sa-n) (ise-n) لو سوف تكتب       | yaz-a-r-(sa-n) (ise-n) لو تكتب       |
| 3. هو- هي- غير العاقل (O) | yaz-ı-yor-(sa) (ise) لو يكتب            | yaz-dı(-y-sa) (ise) إذا كان كتب             | yaz-mış-(sa) (ise) إذا كان قد كتب              | yaz-acak-(sa) (ise) لو سوف يكتب           | yaz-a-r-(sa) (ise) لو يكتب           |
| 1. نحن (Biz)              | yaz-ı-yor-(sa-k) (ise-k) لو نكتب        | yaz-dı(-y-sa-k) (ise-k) إذا كنا كتبنا       | yaz-mış-(sa-k) (ise-k) إذا كنا قد كتبنا        | yaz-acak-(sa-k) (ise-k) لو سوف نكتب       | yaz-a-r-(sa-k) (ise-k) لو نكتب       |
| 2. أنتم (Siz)             | yaz-ı-yor-(sa-nız) (ise-niz) لو تكتبون  | yaz-dı(-y-sa-nız) (ise-niz) إذا كنتم تكتبون | yaz-mış-(sa-nız) (ise-niz) إذا كنتم قد كتبتم   | yaz-acak-(sa-nız) (ise-niz) لو سوف يكتبون | yaz-a-r-(sa-nız) (ise-niz) لو تكتبون |
| 3. هؤلاء (Onlar)          | yaz-ı-yor-(lar-sa) (-lar ise) لو يكتبوا | yaz-dı(-lar-sa) (-lar ise) إذا كانوا كتبوا  | yaz-mış-(lar-sa) (-lar ise) إذا كانوا قد كتبوا | yaz-acak-(sa-lar) (ise-ler) لو سوف يكتبوا | yaz-a-r-(sa-lar) (ise-ler) لو يكتبوا |

## تفاعل اللغة التركية مع اللغات الأجنبية

### مفردات اللغة
احتوى القاموس التركي الذي نُشر في عام 2005 على 104.481 كلمة، ثم زاد عدد الكلمات التركية بعد ذلك مع الأعمال الجديد فتضمن القاموس ما يقرب من 616.767 كلمة مع تغير في نسبة الكلمات الأجنبية، وقد بلغت نسبة المفردات ذات الأصل الأجنبي 14% وقد أقرت إضافتها جمعية اللغة التركية. ويوجد في القاموس الذي أعدته دار نشر الأوتكين 246.000 كلمة.
وقد احتوى قاموس دودين للكلمات الشائع استخدامها في اللغة الألمانية، والذي نشر في عام 2005 على 120.000 كلمة ألمانية.
وفي هذا الوقت، يعدّ القاموس التركي الكبير هو الأشمل لكل مفردات اللغة التركية لتركيا، فهو يحتوي على الكلمات، والتعبيرات، والمصطلحات، والأسماء ويبلغ عدد المفردات فيه 616.767 مفردة. ويحتوي أيضاً على الكلمات السماعية، وجميع العلوم والفنون، والمصطلحات الرياضية، وأسماء الأماكن، وأسماء الأشخاص، ولهجات المناطق التركية، ومصادر المفردات.

### الكلمات الأجنبية في اللغة التركية لتركيا

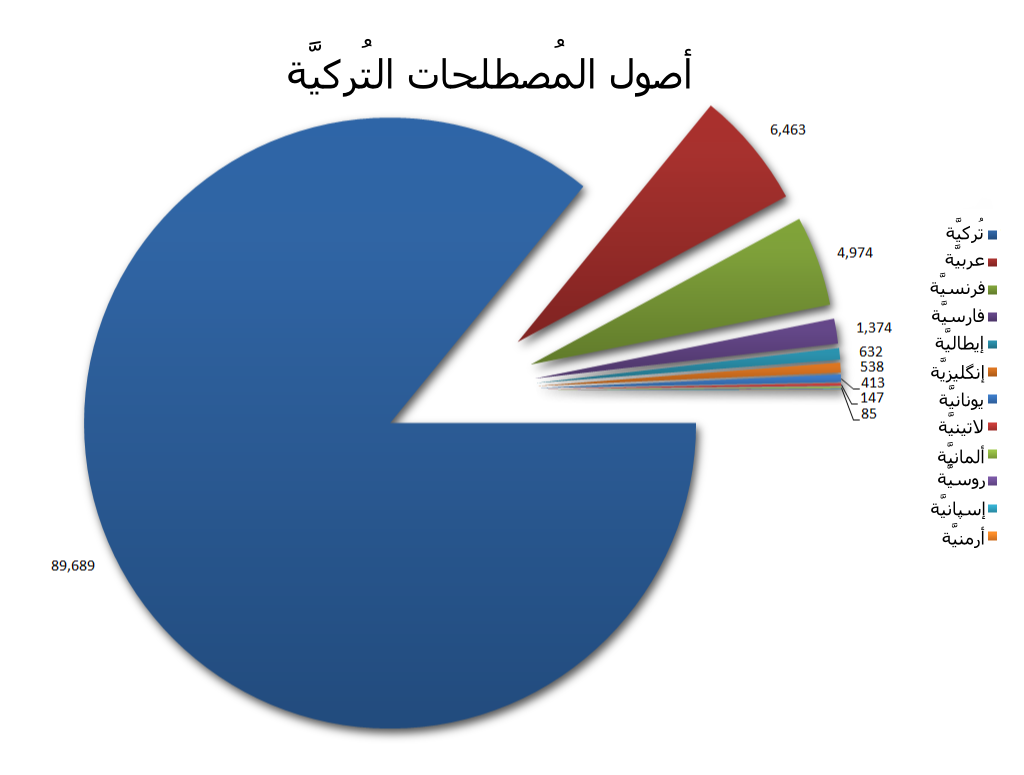
رسمٌ بيانيّ يوضحُ نسبة الأُصول التُركيَّة والأجنبيَّة للمُصطلحات التُركيَّة المُعاصرة.

على الرغم من ثورة أتاتورك لتطوير اللغة والتخلص من الكلمات الأجنبية خصوصاً من اللغة العربية والفارسية، وإنشاء لغة تركية خاصة، فإن تلك الجهود المبذولة لم تستطع التخلص نهائيا من اللغات الأجنبية. وقد استمرت عملية تصفية اللغة من المفردات العربية والفارسية بأي شكل مع إحلال كلمات أخرى لاتينية من اللغة الإنجليزية والفرنسية. وقد تم تتريك (تحويل الكلمات إلى اللغة التركية) الكثير من الكلمات الفرنسية، حتى كونت جانباً مهما في القاموس التركي.
أمثلة للكلمات ذات الأصل الأجنبي:
- من اللغة العربية: insan= إنسان، asker= عسكر، hain= خائن.
- من اللغة الفارسية: ateş= نار، rüzgar= رياح، düşman= عدو.
- من اللغة الفرنسية: kuzen= ابن عم، kuaför= حلاق، hoparlör= اللاقط، detay= تفاصيل، anten= هوائي، tuvalet= مرحاض، polis= بوليس.
- من اللغة الإيطالية: politika= سياسة، fanila= فانيلا، kundura= حذاء.
- من اللغة الإنجليزية: pikap= امسك، video= فيديو، çita= الفهد، medya= وسائل الإعلام، sandviç= شطيرة- ساندويتش.
- من اللغة اليونانية: liman= ميناء، kiraz= الكرز.
- من اللغة الألمانية: şalter= مفتاح، general= عام، panzer= دبابة.

### تعداد الكلمات الأجنبية في اللغة التركية
تبلغ عدد الكلمات في المعجم التركي 111,27 كلمة وفقا للتقرير الصادر عن هيئة اللغة التركية في 26 ديسمبر 2006، وتبلغ عدد الكلمات ذات الأصل الأجنبي في المعجم التركي 14,981 كلمة. ولا تزال المناقشات جارية حول استبدال تلك الكلمات أو حذفها نهائيا.
| اللغة العربية                | 6.459  |
| اللغة الفرنسية               | 5.180  |
| اللغة الفارسية               | 1.971  |
| اللغة الإنجليزية             | 456    |
| اللغة اليونانية              | 425    |
| اللغة الألمانية              | 95     |
| لغة لاتينية                  | 77     |
| اللغة الروسية                | 44     |
| لغة أرمنية                   | 40     |
| اللغة الإسبانية              | 34     |
| اليونانية القبرصية (الرومية) | 31     |
| اللغة البلغارية              | 19     |
| لغة مجرية                    | 19     |
| لغة منغولية                  | 13     |
| اللغة اليابانية              | 9      |
| اللغة العبرية                | 7      |
| اللغة البرتغالية             | 3      |
| لغة فنلندية                  | 2      |
| لغة ألبانية                  | 1      |
| لغة كورية                    | 1      |
| اللغة السوقديانية            | 1      |
| المجموع                      | 14.887 |

### بعض الكلمات ذات الأصل التركي في اللغات الأخرى أو المقتبسة من أصل تركي
- bıçak (سكين) أصبحت bicska في اللغة المجرية.
- cacık (تزاتزيكي) أصبحت tzatziki في اللغة اليونانية.
- çaprak (حِلْس) أصبحت Schabracke في اللغة الألمانية.
- dilmaç (مترجم) أصبحت Dolmetscher في اللغة الألمانية.

بالإضافة إلى وجود قواميس للكلمات المشتركة بين اللغة التركية والعديد من اللغات الأخرى في فترة الدولة العثمانية وما قبلها، مثل قاموس المفردات المشتركة بين التركية والأرمينية، وقاموس المفردات المشتركة بين التركية واليونانية، وقاموس المفردات المشتركة بين التركية والبلغارية، وقاموس المفردات المشتركة بين التركية والألبانية، وقاموس المفردات المشتركة بين التركية والبوسنية، وقاموس المفردات المشتركة بين التركية والرومانية.

### المفردات المنسية في اللغة التركية
يوجد في اللغة التركية عدد كبير من المفردات تركية الأصلية، ولكنها نُسيت وأصبحت لا تُستخدم في الحياة اليومية، أو أصبحت مصطلحاً، تلك المفردات قامت جمعية اللغة التركية باشتقاق الكلمات منها حتى لا تختلط. تلك المفردات كانت تستخدم في العصور الوسطى، ولكن تلك الكلمات يمكن أن تفهم بشكل خاطئ من المواطنين في هذه الأيام، لذلك قامت جمعية اللغة التركية بتعريفها بالكلمات القديمة.

## المقابلة مع التركية العثمانية
| الأبجدية التركية القديمة | الأبجدية التركية الحديثة | طريقة اللفظ                  |
| ا                        | A، E، O                  | elif الف                     |
| ء                        | ', a, e, I، U، Ü         | hemza همزة                   |
| ب                        | B                        | be به                        |
| ت                        | T                        | te ته                        |
| ث                        | S                        | se ثه                        |
| ج                        | C                        | cim جيم                      |
| چ                        | Ç                        | çim چيم                      |
| ح                        | H                        | ha حاء                       |
| خ                        | h                        | hı خي                        |
| د                        | D                        | dal دال                      |
| ذ                        | Z                        | zel ذال                      |
| ر                        | R                        | ri ري                        |
| ز                        | z                        | ze زه                        |
| ژ                        | J                        | je ژه                        |
| س                        | s                        | sin سين                      |
| ش                        | Ş                        | şin شين                      |
| ص                        | s                        | sad صاد                      |
| ض                        | d, z                     | dad ضاد                      |
| ط                        | t                        | tı طي                        |
| ظ                        | z                        | zı ظي                        |
| ع                        | ', h                     | ayın عين                     |
| غ                        | G، Ğ                     | gayın غين                    |
| ف                        | F                        | fe فه                        |
| ق                        | K                        | kaf قاف                      |
| ك                        | k, g, ğ, N               | kef كاف                      |
| گ                        | g, ğ                     | Gef گاف                      |
| ڭ                        | n                        | nef ناف (صاغر كاف - نون غنة) |
| ل                        | L                        | lam لام                      |
| م                        | M                        | mim ميم                      |
| ن                        | n                        | nun نون                      |
| ه                        | h, e, a                  | he هه                        |
| و                        | v, o, Ö, u, ü            | vav واو                      |
| لا                       | la                       | lamelif لامالف               |
| ي                        | y, I, i                  | ye يه                        |

ومن الملاحظ:
- تلفظ الحروف الثقيلة (ص، ض، ط، ظ) إلى الحروف المخففة منها (س، د، ت، ز).
- اللغة التركية لا يوجد فيها حرف (ث) أو حرف (ذ) فالثاء تلفظ كالسين والذال تلفظ كالزين.
- لا يوجد في اللغة التركية حرف Q, X, W
- تلفظ بعض الحروف الحلقية الصعبة باللغة التركية إلى الحروف الحلقية الاقرب والأسهل فحرف الحاء والعين والخاء تلفظ كالهاء.

## مصطلحات
تحتوي اللغة التركية طبقاً لآخر تعديل على القاموس التركي الكبير (بالتركية: Büyük Türkçe Sözlük) عام 2010 (وهو القاموس الرئيسي في اللغة التركية) وتنشره مجمع اللغة التركية على 616,767 كلمة. بين المصطلحات، التعبيرات، والأسماء.
وكان التعديل على القاموس التركي الكبير عام 2005 يحتوي على 104,481 كلمة من بينها 86% أصلها تركي و14% من أصل أجنبي. من بين أكثر الإسهامات الأجنبية إلى اللغة التركية تأتي: العربية والفرنسية والفارسية والإيطالية والإنجليزية واليونانية.

### الصياغة
يُستخدم التركيب على نطاق واسع في اللغة التركية لصياغة الكلمات من السماء ومصادر الأفعال. وتنشأ غالبية الكلمات من تطبيق للواحق مشتقة على مجموعة صغيرة من المفردات الأساسية.
أدناه أمثلة على مجموعة مشتقة من أسماء أصلية.
| التركية     | مكونات الكلمة           | العربية       | نوع الكلمة |
| ----------- | ----------------------- | ------------- | ---------- |
| göz         | göz                     | عين           | اسم        |
| gözlük      | göz + -lük              | نظارة         | اسم        |
| gözlükçü    | göz + -lük + -çü        | نظاراتي       | اسم        |
| gözlükçülük | göz + -lük + -çü + -lük | تاجر النظارات | اسم        |
| gözlem      | göz + -lem              | تتبع، مراقبة  | اسم        |
| gözlemci    | göz + -lem + -ci        | ملاحظ         | اسم        |
| gözle-      | göz + -le               | لاحظ          | فعل        |
| gözlemek    | göz + -le + -mek        | لاحَظَ          | فعل (مصدر) |

أمثلة أخرى.
| التركية   | مكونات الكلمة               | العربية          | نوع الكلمة |
| --------- | --------------------------- | ---------------- | ---------- |
| yat-      | yat-                        | اضطجع            | فعل        |
| yatmak    | yat-mak                     | اضطجاع           | فعل (مصدر) |
| yatık     | yat- + -(ı)k                | يتكئ             | صفة        |
| yatak     | yat- + -ak                  | سرير: مكان للنوم | اسم        |
| yatay     | yat- + -ay                  | أفقي             | صفة        |
| yatkın    | yat- + -gın                 | مال إلى          | صفة        |
| yatır-    | yat- + -(ı)r-               | تخلي             | فعل        |
| yatırmak  | yat- + -(ı)r-mak            | تخل              | فعل (مصدر) |
| yatırım   | yat- + -(ı)r- + -(ı)m       | متخلي            | اسم        |
| yatırımcı | yat- + -(ı)r- + -(ı)m + -cı | مودع، مستثمر     | اسم        |

وتشكل الكلمات الجديدة في كثير من الأحيان بتركيب كلمتين كاللغة الألمانية. وأدناه أمثلة قليلة لكلمات مركبة.
| التركية    | العربية     | المصدر                            | لفظ           |
| ---------- | ----------- | --------------------------------- | ------------- |
| pazartesi  | يوم الإثنين | pazar ("الأحد") وertesi ("بعد")   | بعد يوم الأحد |
| bilgisayar | حاسب آلي    | bilgi ("معلومات") وتقال- ("للعد") | عداد معلومات  |
| gökdelen   | ناطحة سحاب  | gök ("سماء") وdel- ("ثاقب")       | ناطحة سحاب    |
| başparmak  | إبهام       | baş ("أساسي") وparmak ("أصبع")    | أصبع أساسي    |
| önyargı    | حكم مسبق    | ön ("قبل") و yargı ("الحكم")      | حكم مسبق      |

## نظام الكتابة

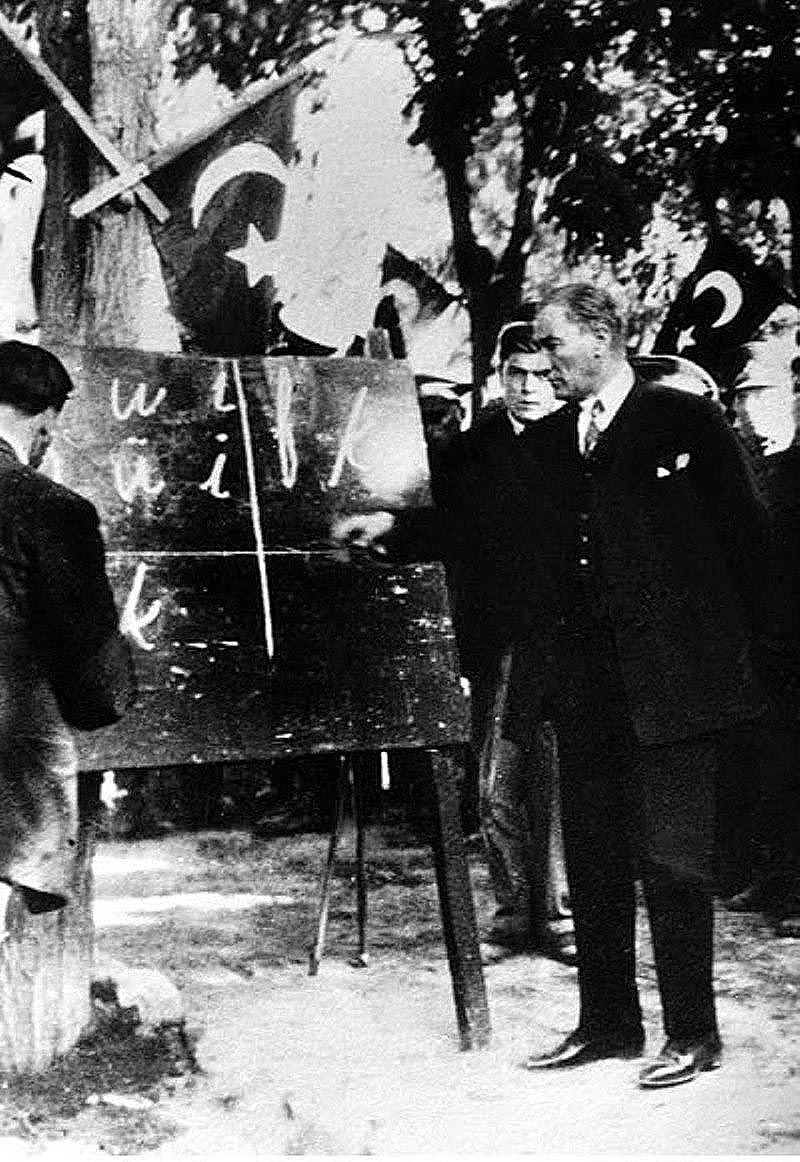
صورة من على غلاف مجلة "التوضيحات" L'Illustration الفرنسية، تُظهر أتاتورك وهو يُعرّف أهالي مدينة سينوب على الأبجدية التركية الجديدة، بتاريخ 20 سبتمبر 1928.

شهدت اللغة التركية أنظمة كتابة مختلفة ومنها ألفبائية أورخن التي يشار إليها أحيانًا باسم الموحدة بسبب التشابه بينها وبين الأبجدية الرونية، والأبجدية الأويغورية، اللتان استخدمتا لنسخ اللغة التركية القديمة. كذلك عرفت التركية استخدام الأبجدية التركية العثمانية المشتقة من الأبجدية العربية، وقد استخدمت هذه الأخيرة لتسجيل التركية بعد اعتناق التُرك للإسلام وحتى نهاية العهد العثماني. وبتاريخ 1 نوفمبر سنة 1928 تم ترويم الأبجدية التركية بقرار من الرئيس مصطفى كمال أتاتورك، كجزء من سياسته القومية الهادفة لتحديث المجتمع التركي. ومنذ ذلك الحين، حلت الأبجدية اللاتينية مكان الأبجدية العربية في كتابة اللغة التركية، وقد أجريت بضعة تعديلات على بعض الحروف اللاتينية حتى تتلاءم واللفظ التركي، ومنها إضافة ذيل، ومدة معقوفة، ونقطتين، وبريف، لبعض الحروف، كما تم اشتقاق حروف غريبة جديدة، مثل حرف «I» من دون نقطة: «ı».
كان تغيير الأبجدية التركية أحد أبرز الإصلاحات الثقافية في العالم خلال أوائل القرن العشرين. فقد عهد الرئيس التركي مهمة صياغة الأبجدية الجديدة واختيار ما يتناسب من التعديلات على الحروف حتى تتلاءم واللفظ التركي، عهد بها إلى لجنة مكونة من أبرز اللغويين والأكاديميين والكتّاب الأتراك، فقاموا بهذه المهمة خير قيام، وترافقت هذه الخطوة مع افتتاح الكثير من المدارس في طول البلاد وعرضها بهدف تلقين الجيل الناشئ وتعريفه على لغته الأم بأبجديتها المُحدثة. كما أخذت دور النشر تعمد إلى توزيع منشوراتها ومطبوعاتها بتلك الأبجدية، بتشجيع من أتاتورك نفسه، الذي كان يجول البلاد على الدوام عاملاً على تعليم الناس وتلقينهم أصول التركية الجديدة. كان من نتيجة هذه الإجراءات انخفاض نسبة الأميّة في تركيا بشكل كبير وواضح عمّا كانت عليه في باقي دول العالم الثالث.
كانت الأبجدية اللاتينية قد استخدمت في تدوين اللغة التركية قبل إصلاحات أتاتورك بمدة، وذلك لأهداف تعليمية بحتة. ومثال ذلك قاموس فرانسيكو بلانكوس اللاتيني الألباني من عام 1635، الذي تضمن بضعة مقولات بالتركية نُشرت في ملحق خاص، منها: alma agatsdan irak duschamas، بمعنى: التفاحة لا تسقط بعيدًا عن شجرتها الأم.
تتميز الأبجدية التركية اليوم بملائمتها لأصوات اللغة، فهي تُكتب كما تُلفظ، وكل فونيمة فيها يُقابلها حرف ما. مُعظم حروف الأبجدية التركية المعاصرة تُستخدم في اللغة الإنجليزية بنفس السياق، يُستثنى من ذلك: حرف «C» الذي يُلفظ [dʒ] أو «جـ»، على الرغم من وجود حرف «J» أيضًا، لكنه يُلفظ كما [ʒ] أو «ژ» الفارسية. كذلك هناك حرف «ı» الذي يُقابله [ɯ] في الأبجدية الصوتية الدولية، وحرفا «ö» و«ü» المستخدمان في اللغة الألمانية ويُقابلهما حرفا [ø] و[y]. أيضًا هناك حرف «ğ» وهو يُقابل حرف الغين «غ» في العربية أو [ɣ] في الأبجدية الصوتية الدولية، ومن خصائصه أنه يمد نطق حرف العلة السابق له ويستوعب ذاك اللاحق، فلا يُنطق حينها. أما حرفا «ş» و«ç» فيقبلهما «ش» و«چـ» أو "تش" في العربية، وحرفا [ʃ] و[tʃ] في الأبجدية الصوتية الدولية. توضع مدة معقوفة على المصوتات الخلفية التالية لحروف «k» و«g» أو «l»، وخاصة على الحروف الساكنة [c]، [ɟ]، و[l] المقتبسة من العربية والفارسية بشكل حصري تقريبًا. تُستخدم الفاصلة العلوية لفصل أسماء العلم عن اللواحق، مثلاً: İstanbul'da، بمعنى "في إسطنبول. يوضح الجدول التالي طريقة نطق الحروف التركية المميزة سالفة الذكر:
| اللفظ التركي | النطق بالأبجدية الدولية | المعنى بالعربية   |
| ------------ | ----------------------- | ----------------- |
| Cağaloğlu    | ˈdʒa:ɫo:ɫu              | [محلّة في إسطنبول] |
| çalıştığı    | tʃaɫɯʃtɯˈɣɯ             | أين/هذا/يعمل/عمل  |
| müjde        | myʒˈde                  | أخبار طيبة        |
| lazım        | laˈzɯm                  | لازم/ضروري        |
| mahkûm       | mahˈcum                 | محكوم/مُدان        |

### الحروف
الأبجدية التركية هي لفظية تقريبا وهو ما يعني أننا يمكننا لفظها بقرائتها فقط، ولكن يوجد بعض المخالفات والحالات الشاذة.

واللغة التركية تحوي 29 حرفا وهي:
| الأحرف الكبيرة |   |   |   |   |   |   |   |   |   |   |   |   |   |   |   |   |   |   |   |   |   |   |   |   |   |   |   |   |
| A              | B | C | Ç | D | E | F | G | Ğ | H | I | İ | J | K | L | M | N | O | Ö | P | R | S | Ş | T | U | Ü | V | Y | Z |
| الأحرف الصغيرة |   |   |   |   |   |   |   |   |   |   |   |   |   |   |   |   |   |   |   |   |   |   |   |   |   |   |   |   |
| a              | b | c | ç | d | e | f | g | ğ | h | ı | i | j | k | l | m | n | o | ö | p | r | s | ş | t | u | ü | v | y | z |

## الأفعال
الأفعال التركية تشير إلى أفعال الشخص. ويمكن اعتماد السلبية المحتملة) «يمكن»)، أو اللاسلبية («لا يمكن»). وعلاوة على ذلك، تظهر الأفعال التركية متوتره (الحاضر، الماضي، استنتاجي، في المستقبل)، مزاج (المشروطه، من الضروري،)، والجانب. الإنكار هو الذي أعربت عنه - لي الحرف المزيد ² -- مباشرة بعد وقفها.
| التركية      | العربية                               |
| ------------ | ------------------------------------- |
| gel-         | فعل (تعال)                            |
| gelebil-     | فعل (القدرة على المجيء)               |
| gelme-       | لا تأتي                               |
| geleme-      | عدم القدرة على المجيء                 |
| gelememiş    | يبدو أنه لا يستطيع أن يأتي            |
| gelebilecek  | سوف يكون قادر على المجيء              |
| gelebilirsen | إذا كنت تستطيع المجيء                 |
| gelinir      | (الفعلية) واحد يأتي، عدة أشخاص يجيؤون |

## مثال
قصيدة فليتذكرني الأصدقاء (بالتركية: Dostlar Beni Hatırlasın) المكتوبة بواسطة الشاعر عاشق فيسيل شاتروغلو (بالتركية: Aşık Veysel Şatıroğlu) وهو منشد وشاعر كبير له باع طويل في الشعر التركي والتقاليد التركية.
1894–1973
| قواعد الإملاء             | IPA                        | الترجمة                                        |
| ------------------------- | -------------------------- | ---------------------------------------------- |
| Ben giderim adım kalır    | ben ɟid̪eɾim ad̪ɯm kaɫɯɾ     | أنا أموت ولايزال اسمي                          |
| Dostlar beni hatırlasın   | d̪ost̪ɫaɾ beni hatɯɾɫasɯn    | عسى أن يذكرني أصدقائي                          |
| Düğün olur bayram gelir   | d̪yjyn oɫuɾ bajɾam ɟeliɾ    | أعراس تحدث وإجازات تأتي                        |
| Dostlar beni hatırlasın   | d̪ostɫaɾ beni hatɯɾɫasɯn    | عسى أن يذكرني أصدقائي                          |
|                           |                            |                                                |
| Can kafeste durmaz uçar   | dʒan kafest̪e d̪uɾmaz utʃaɾ  | ستطير الروح من الجسد                           |
| Dünya bir han konan göçer | d̪yjja biɾ han konan ɟœtʃeɾ | فالذي يأتي لهذه الدنيا يرحل                    |
| Ay dolanır yıllar geçer   | aj d̪oɫanɯɾ jɯɫ:aɾ ɟetʃeɾ   | يتجول القمر وتمر السنين                        |
| Dostlar beni hatırlasın   | d̪ostɫaɾ beni hatɯɾɫasɯn    | عسى أن يذكرني أصدقائي                          |
|                           |                            |                                                |
| Can bedenden ayrılacak    | dʒan bed̪end̪en ajɾɯɫadʒask  | جسدي سيُحرم من الحياة                           |
| Tütmez baca yanmaz ocak   | t̪yt̪mez badʒa janmaz odʒak  | والموقد لن تُشعل به النار ومنه لن يتصاعد الدخان |
| Selam olsun kucak kucak   | sela:m oɫsun kudʒak        | سأمر بجانب حفنة من التحيات                     |
| Dostlar beni hatırlasın   | d̪ostɫaɾ beni hatɯɾɫasɯn    | عسى أن يذكرني أصدقائي                          |
|                           |                            |                                                |
| Açar solar türlü çiçek    | atʃaɾ solaɾ t̪yɾly tʃitʃec  | زهور عديدة تتفتح وتذبل                         |
| Kimler gülmüş kim gülecek | cimleɾ ɟylmyʃ cim ɟyledʒec | من الذي ضحك ومن سيضحك                          |
| Murat yalan ölüm gerçek   | muɾat jaɫan œlym ɟeɾtʃec   | أمانينا كذب، فالموت حقيقة                      |
| Dostlar beni hatırlasın   | d̪ostɫaɾ beni hatɯɾɫasɯn    | عسى أن يذكرني أصدقائي                          |
|                           |                            |                                                |
| Gün ikindi akşam olur     | ɟyn icindi akʃam oɫuɾ      | يومنا ينتهي والمساء سيحل                       |
| Gör ki başa neler gelir   | ɟœɾ ci baʃa neleɾ ɟeliɾ    | انتظروا ماسيحدث قريباً                          |
| Veysel gider adı kalır    | βejsel ɟideɾ ad̪ɯ kaɫɯɾ     | يرحل فيصل ويبقى اسمه                           |
| Dostlar beni hatırlasın   | d̪ostɫaɾ beni hatɯɾɫasɯn    | عسى أن يذكرني أصدقائي                          |

## ترجمة نص
Çok hoş ve mutlu bir gündü. Ayşe, yeni kitaplarının sayfalarını çevirip göz atarken ne kadar da mutluydu. O, hayallerinin bu kadar çabuk gerçekleşebileceğine inanmıyordu. Ayşe muradına ermişti (amacına ulaşmıştı). Sevinerek kendi kendine mırıldanıyordu: Ne kadar da şanslıyım, diyordu. Yahu ben sade bir turisttim! Daha dün, bu kentte yabancı biriydim. Kader beni burada bir kızla karşılaştırdı, oysa daha önce aramızda hiçbir ilişki yoktu. Beni sıcak karşıladı, evinde konuk etti. Ve bütün imkanlarıyla bana yardım etti. Ailesi bana evinde bir oda tahsis etti.
كان يوماً سعيداً وممتعاً. فكم كانت عائشة فرِحة وهي تتصفح كتبها الجديدة. إنها لم تكن تتوقع أن أحلامها ستتحقق بهذه السرعة.كانت عائشة قد بلغت مناها. كانت تهمس إلى نفسها في ابتهاجٍ. فتقول يا لحسن حظي! ترى هل كنت أكثر من سائحة! كنت شخصاً غرِيباً في هذه المدينة بالأمس. فجمعني القدر هنا بفتاة لم تكن بيني وبينها صلة من قبل. استقبلتني بحفاوة وضيفتني في بيتها. وساعدتني بأقصى إمكاناتها. وخصصت لي أسرتها حجرة في بيتها.

## مقالات ذات صلة
- لغويات
- قائمة اللغات
- أسرة لغات
- لغات ألطية
- لغات تركية
- لغة تركية عثمانية

## وصلات خارجية
- موقع لتعليم اللغة التركية
- موقع لتعليم اللغة التركية
- عبارات تركية مع مقطع فيديو
- القاموس الناطق التركي
- القاموس الصوتي، قاموس إلكتروني تركي، عثماني، إنكليزي، إسباني، ألماني، فرنسي، إيطالي مع ترجمة لفظية للمصطلحات والتعابير.
- LangToLang قاموس تحويل من التركية إلى لغات عديدة أخرى
- BBC التركية، يشتمل على خدمة إذاعية تركية
- أصول الكلمات التركية: قاموس إلكتروني تركي عن أصول اللغة التركية

### تعلم اللغة
- اللغة التركية في أرشيف مشروع روزيتا.
- اللغة التركية في متحف اللغات

### الموارد التعليمية
- اللغة التركية: مصادر- جامعة ميتشيغن
- دروس تركية في جامعة أريزونا
- صفف لغة تركية مجاني على شبكة الإنترنت
- دروس تركية مجانية في مؤسسة الخدمات الأجنبية الأمريكية
- موقع تعليم اللغة التركية
- مصادر اللغة التركية
- تعلم التركية